# テミン
テミン（本名:イ・テミン、朝: 이태민、英: Lee Taemin、1993年7月18日 - ）は、韓国の歌手、ダンサー、俳優。アイドルグループSHINee及びSuperMのメンバーである。2008年に韓国でデビューし、2011年に日本デビュー。身長174cm。B型。カトリック教徒で洗礼名はフランチェスコ。

## 略歴
グループ活動についてはSHINee#来歴を参照。

### デビューから初期の活動

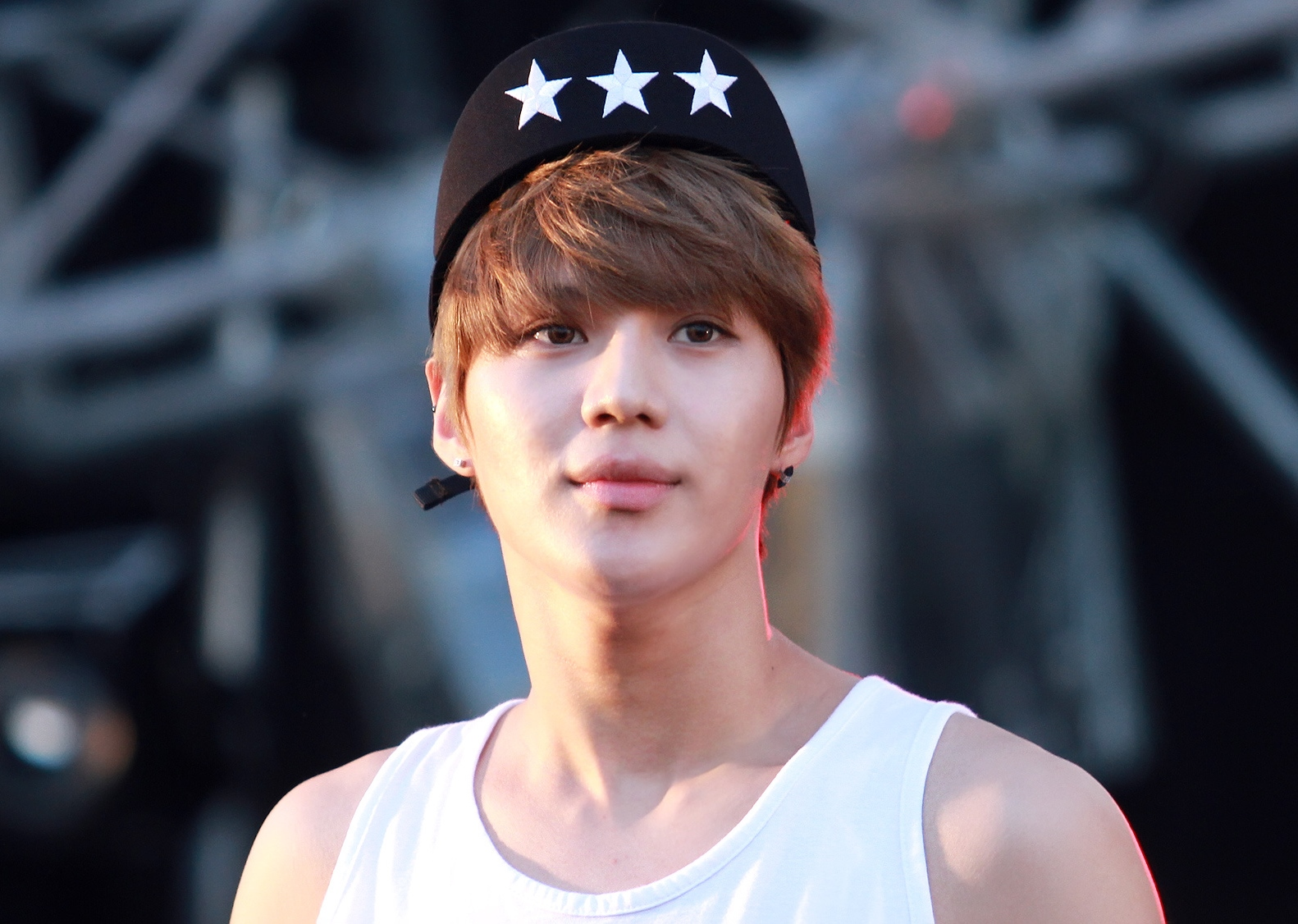
Ultra Music Festival 2013

兄の影響で8歳でダンスを始め、テミンも韓国のアーティストやマイケル・ジャクソンが歌い踊る姿を真似する少年時代を送る。12歳の時、SMエンタテインメントのオーディションを受け、練習生となる。
2008年5月25日、SHINeeのメンバーとしてデビュー。当時15歳のグループ最年少で、K-POP界のマンネ（末っ子）として話題になる。デビュー当時は変声期だったこともあり、ボーカルレッスンも受けられなかったが、ダンスのエースというポジションを与えられる。
2012年、KBSの音楽番組「不朽の名曲2」で初めてソロステージを経験した。さらに韓国版ドラマ『花ざかりの君たちへ』のOSTにソロアーティストとして初参加する。
音楽活動以外にもテミンは2009年、シットコム『テヒ、ヘギョ、ジヒョン』で演技に初挑戦し、その後もドラマ『サンショウウオ導師と恋まじない』などに出演。2013年には仮想結婚バラエティ『私たち結婚しました』に出演し、Apinkのソン・ナウンと歴代最年少の初恋夫婦として注目を集め、MBC Entertainment Awardsで今年のスター賞を受賞する。2014年、東京の赤坂ACTシアターにて上演された『宮』でミュージカルに初挑戦。

### ソロデビュー

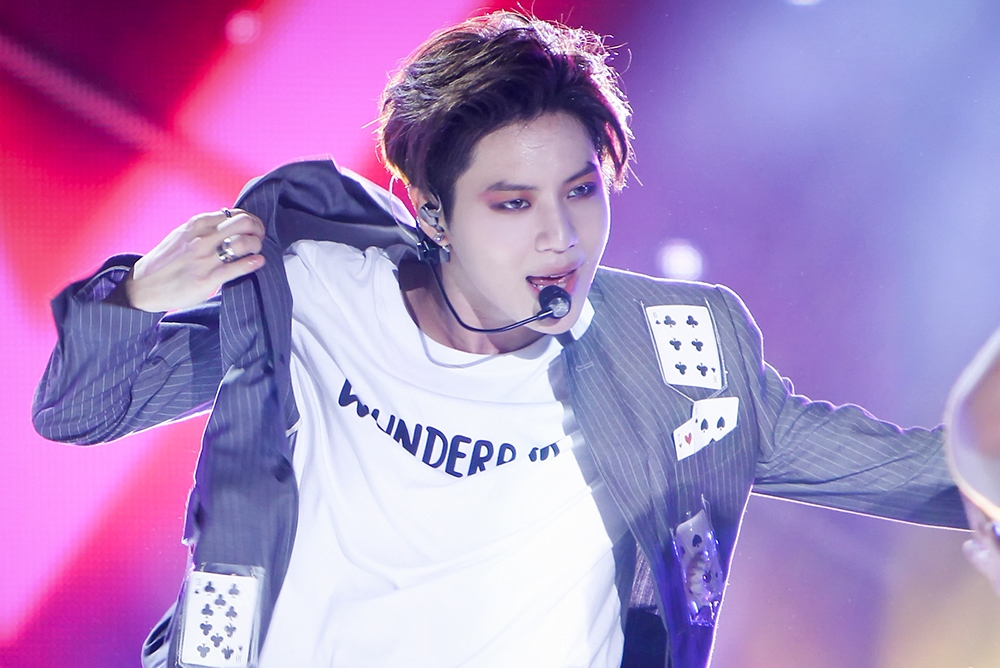
Korea Music Festival 2015

2014年8月18日、ミニアルバム『ACE』でソロデビュー。タイトル曲は「怪盗(Danger)」。テミンの所属事務所の先輩でもある東方神起のチャンミンが作詞とコーラスで参加、さらに“Pretty Boy”では、テミンと同じグループのメンバーでもあるジョンヒョンが作詞を務め、EXOのカイがフィーチャリングで参加した。
2016年2月23日初のフルアルバム『Press It』が発売。タイトル曲「Press Your Number」は、2011年、2014年、2016年とグラミー賞を受賞した世界的有名歌手・ブルーノ・マーズと有名プロデューサーチームThe Stereotypesの共作によるアーバンポップダンス曲で、テミンが初めて作詞を手掛けた。日本、ベトナム、台湾、シンガポール、香港、タイ、フィンランドのiTunes総合アルバムチャートで1位を獲得。発売初週で72563枚を売り上げ、HANTEOチャートにて2週連続1位獲得した。

### 日本ソロ進出・ソロコンサート開催

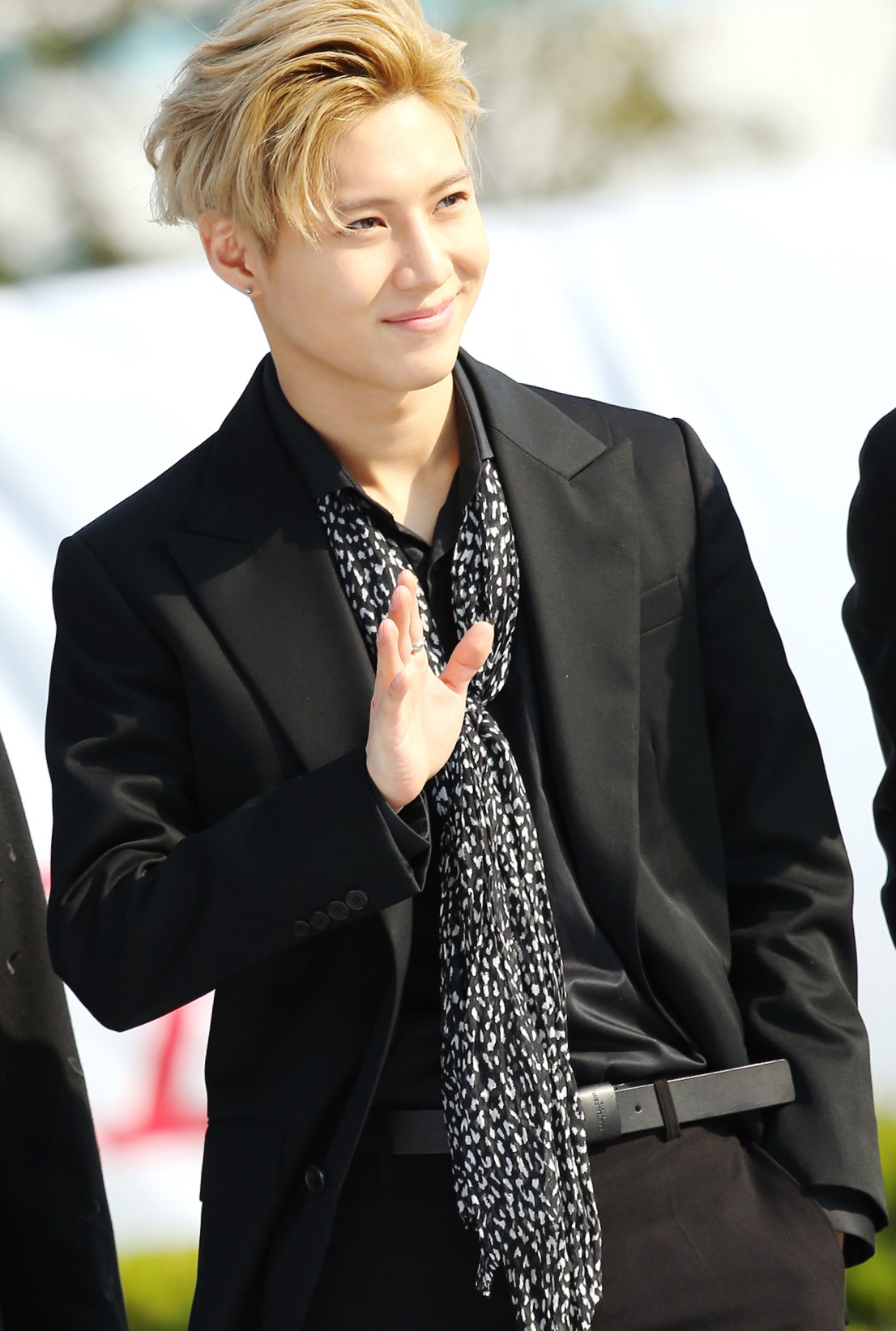
2016年のテミン

2016年6月23日、ユニバーサル・ミュージックがテミンの日本ソロデビューを発表した。これを記念し、7月18日にテミンPremium Showcase『さよならひとり』を開催した。7月27日、ミニアルバム『さよならひとり』で日本ソロデビューを果たす。なお、世界的ダンサーでもある菅原小春が振り付けを担当した。
2017年7月1日・2日、ソロアーティストとしては初ステージとなる『TAEMIN THE 1st STAGE 日本武道館』を開催し、両日合わせて28,000人を動員。7月2日のステージはLINE LIVEを通して生中継され、約32万視聴、約920万のハート、コメント約15,000件を記録。その反響を受け、一部楽曲のステージを7月8日から24日、期間限定のアーカイブ配信が行われた。デビュー以来SHINeeの振付を数多く担当してきた仲宗根梨乃が、ソロ公演の舞台演出監督を務めた。7月22日、日本武道館の舞台裏を記録した24分間のドキュメンタリー番組「DOCUMENTARY of TAEMIN」がLINE LIVEにて放送された。11月には公演を映像化したBlu-ray/DVD「TAEMIN THE 1st STAGE 日本武道館」が発売された。
8月25日から27日、ソウル市のオリンピック公園オリンピックホールにて韓国で初めてのソロコンサート『OFF-SICK』が開催された。当初2days公演の予定であったが、チケット全席完売を受け追加公演が決定し、1万2000人を動員した。2009年発表のSHINeeの楽曲『Romeo＋Juliette』を改めてソロで披露し、日本オリジナル曲の『Flame of Love』、『Do It Baby』、『I'm Crying』、『Tiger』の朝鮮語版や、未発表曲の『Rise(イカルス)』、『Thirsty』、『Love』を初披露した。演出は、SMのパフォーマンスディレクターでもあるファン・サンフンが務めた。10月14日・15日には会場を松坡区蚕室室内体育館に移し、『OFF-SICK〈on track〉』と題した二度目の追加公演が開催された。11月19日、25日-26日、『OFF-SICK〈on track〉in JAPAN』と題した日本公演が横浜アリーナと神戸ワールド記念ホールで開催された。
2017年7月18日、日本で2ndミニアルバム『Flame of Love』を発売。ジャケット写真は、写真家の蜷川実花が手掛けた。タイトル曲の振付は前作に引き続き菅原小春が担当した。7月3日にデジタル先行配信されると、日本のiTunes含む全7か国のアルバムチャートで1位を獲得し7月17日付のオリコンデイリーチャートでも1位を獲得した
2017年9月8日より、Amazonプライム・ビデオの日本オリジナル作品『ファイナルライフ -明日、君が消えても-』に出演し、日本のドラマに初出演を果たす。松田翔太とW主演し、テミンの新曲でもある「What's This Feeling」が主題歌になり、挿入歌には「I'm Crying」が使用された。
10月16日、テミンの2枚目の韓国フルアルバム『MOVE』が発売され、世界同時発売されたアルバムはフィンランド、ペルー、日本、インドネシア、香港、台湾、シンガポール、マカオ、マレーシア、タイ、フィリピン、エルサルバドルなど、世界12地域のiTunes総合アルバムランキング1位を獲得しスウェーデン、オランダ、トルコ、ロシア連邦、ブラジル、メキシコ、チリ、ベトナムをはじめとする20地域でTOP10にランクインした。
2018年11月28日、日本で初めてとなるフルアルバム『TAEMIN』をリリースした。

### SHINee活動休止期間・SuperM結成

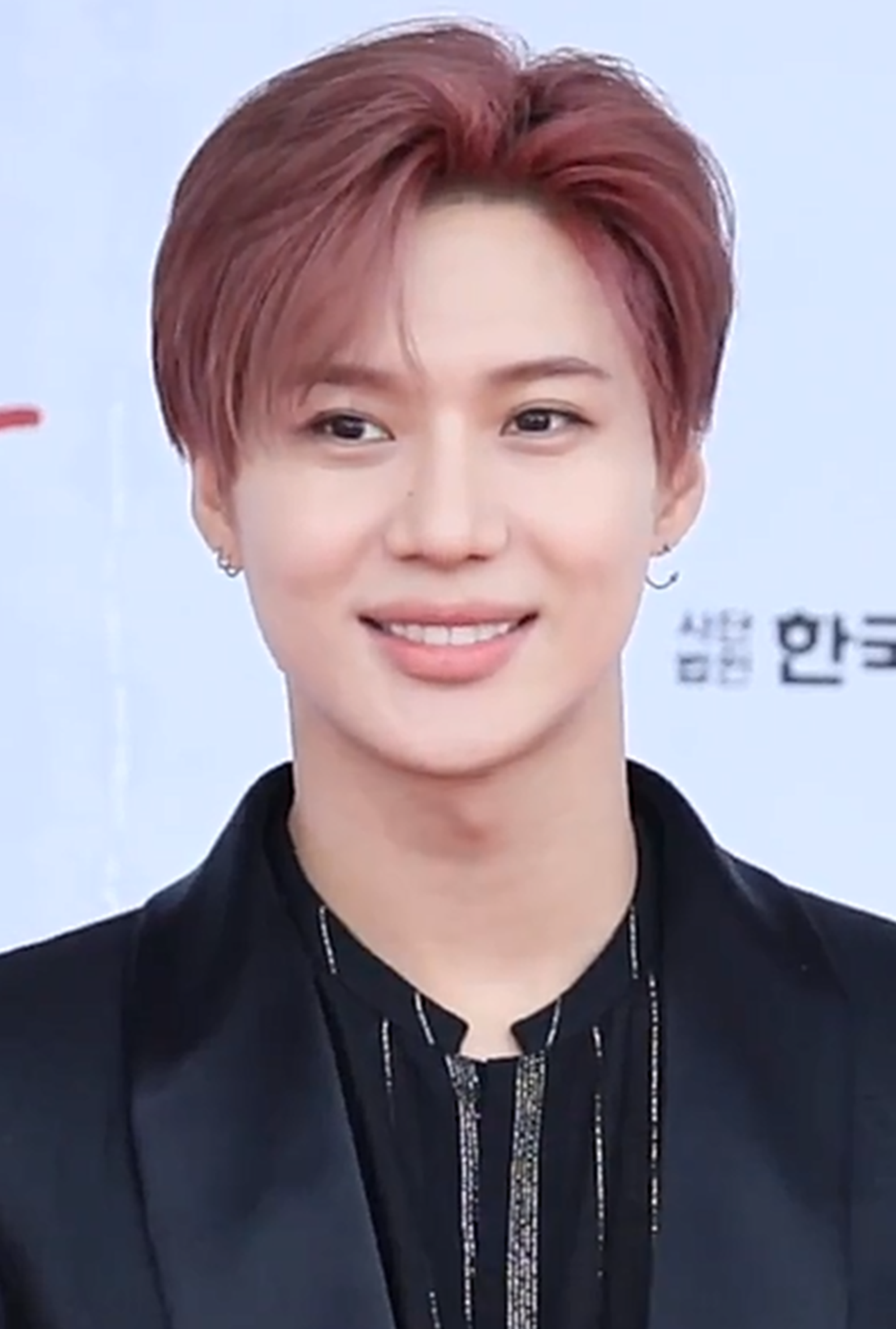
24th Dream Concert 2018

2018年12月にSHINeeのリーダーであるオンユが入隊したのをきっかけに、テミン以外の他のメンバーも立て続けに入隊しメンバーたちが帰還するまでの間、テミンはソロ活動を続けた。
2019年8月10日から12日にかけて、テミンの日本で初の全国ソロアリーナツアー『TAEMIN ARENA TOUR 2019 ～X(TM)～』を開催し、13万5000人を動員した。8月28日には3枚目となるミニアルバム『FAMOUS』をリリースし、先行デジタル配信では世界各国12ヶ国のiTunesアルバムチャートで初登場1位を記録し、CDが発売されると9月9日付のオリコン週間アルバムランキングで1位を獲得した。
2019年8月8日には、SMエンタテインメントがアメリカのキャピトル・レコードと共同で、テミンを始めとするSM所属のEXOのカイ、ベクヒョン、NCTのテヨンとマーク、ルーカス、テンで結成した7人組の連合グループ『SuperM』の結成を発表した。10月4日、ミニアルバム『SuperM』で全米デビューを果たした。（SuperMでの活動についてはSuperM#来歴を参照）
12月には、1年の締めくくりとしてソロコンサート『TAEMIN 2ND CONCERT [T1001101] in JAPAN』を開催し、28日・29日には横浜アリーナ、31日には大阪城ホールで自身初となるカウントダウンライブを行った。
2020年3月、自身のソロコンサート『Never Gonna Dance Again』が3月13日から15日にオリンピック公園SKハンドボール競技場で開催される予定だったが、新型コロナウイルス感染症の流行の影響で延期が発表された。
9月7日、3枚目となるフルアルバム『Never Gonna Dance Again: Act 1』をリリースし、11月9日、『Never Gonna Dance Again: Act 2』に続く2作目『Never Gonna Dance Again: Act 2』がiTunesトップアルバムチャートでアメリカを始め日本を含む世界31の地域で1位になり、45の地域でTOP10にランクインするなどグローバルチャートを席巻した。
2021年3月、tvNドラマ『ナビレラ -それでも蝶は舞う-』のエンディング曲「My Day」を担当する。2015年には、ドラマ『恋するジェネレーション』でジョンヒョンと歌った「その名前」以来、6年ぶりのOST参加となった。
SHINeeの他のメンバーが除隊し、テミンも2021年2月にSHINeeでの復活を果たした後、4月19日のV LIVEによる配信にてテミンから陸軍軍楽隊に志願し、兵務庁から合格通知を受け5月31日に入隊することが発表された。入隊前の5月2日にはオンラインソロコンサート『Beyond LIVE - TAEMIN : N.G.D.A (Never Gonna Dance Again)』を開催し、5月18日には3rdミニアルバム『Advice』をリリース。iTunesのトップアルバムチャートでは世界41ヶ国で1位を記録し、ガオンチャート週間リテールアルバムチャートやHANTEOなど韓国のアルバムチャートで1位を記録した。

### 入隊
2021年5月31日に入隊し、忠清南道論山市にある陸軍訓練所に入所した。その後、陸軍軍楽隊で服務を続けていたが2022年1月14日、鬱病とパニック障害が悪化したため治療を続けながらの軍生活が不可能だと判断され、社会服務要員として残りの国防義務を果たすことが発表された。2023年4月4日、1年11ヶ月の服務を終えて召集解除となった。

### 除隊後・活動復帰
2023年4月22日・23日、除隊後初となるファンミーティング『2023 TAEMIN FANMEETING‘RE : ACT』をソウルで開催し、オンラインでも同時生配信された。
2024年3月末を以て16年間所属したSMエンタテインメントとの契約が終了し、4月1日、所属事務所退社とBPMエンターテインメント所属を発表。5月20日には日本公式ファンクラブを開設した。
同年8月19日に5つ目のミニアルバムである'ETERNAL'を発売。8月末から2025年4月末の約8ヶ月にわたって、単独4度目かつ自身初のワールドツアーである『Ephemeral Gaze』を開催。アジア、ヨーロッパ、アメリカの全19ヶ国を周った。
2025年9月から日本で6年ぶりのアリーナツアーである『2025 TAEMIN ARENA TOUR 'Veil'』を開催予定。

## 人物

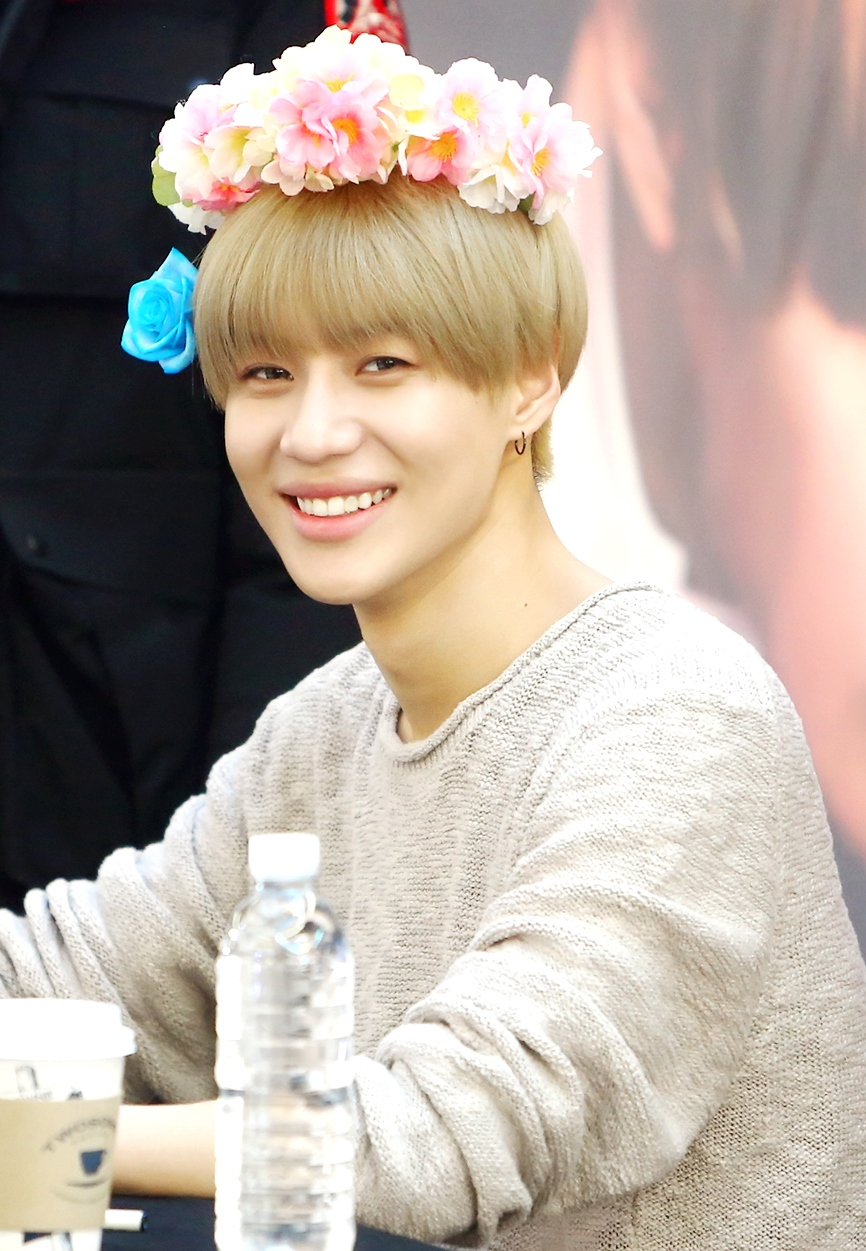
2016年のテミン

芸能活動のため中学で転校し、転校先の清潭中学校を卒業する。また、中学生時代の2007年には北京に語学留学していた経験がある。清潭高等学校を中退し、編入先の韓林演芸芸術高等学校を卒業。2013年から明知大学校で映画ミュージカル学科を専攻した。
特技はピアノ、ダンス。趣味はサッカー、バスケットボール。
座右の銘は「人事を尽くして天命を待つ」（家訓）。
ダンスの申し子と呼ばれるほど高いパフォーマンス能力を持ち、努力の天才とも呼ばれている。
子どもの頃はマイケル・ジャクソンに憧れ、公園で『スムーズ・クリミナル』のゼロ・グラヴィティを真似し、独学でポップダンスを踊る少年時代を送っていた。
韓国の後輩アイドルのロールモデル（お手本）に挙げられることが多く「テミンがまたロールモデルだね」という意味の『テムトロール』という造語が存在する。
物静かな性格だが天然な一面があり、すぐ物を失くしたり忘れ物や多いことからメンバーからは“マジックハンド”と呼ばれている。
ファンの言葉を直接聞きたいと考え、韓国語の他に日本語、中国語、英語を話す。
EXOのカイとは、練習生時代からの親友でもある。カイを含めたHOTSHOTのティモテオ、ハ・ソンウン、BTSのジミン、VIXXのラビらとも親友関係にある。

## コンサート
- 「TAEMIN THE 1st STAGE 日本武道館」(2017年)
- 「OFFSICK」(2017年)
- 「SIRIUS」(2018年)
- 「T1001101」(2019年)
- 「X™」(2019年)
- 「METAMORPH」(2023年)
- 「Ephemeral Gaze」(2024-2025年)

## 出演

### 映画
| 年度 | 映画名         | 役名       | 参考   |
| ---- | -------------- | ---------- | ------ |
| 2012 | コアラ・キッド | ジョニー役 | [ 76 ] |

### ドラマ
| 年度 | 放送局      | ドラマ名                              | 役名             | 参考   |
| ---- | ----------- | ------------------------------------- | ---------------- | ------ |
| 2009 | MBC         | テヒ、ヘギョ、ジヒョン                | ジュンス役       | [ 77 ] |
| 2010 | MBC         | アテナ～戦争の女神～                  | 本人役           | [ 78 ] |
| 2011 | Mnet        | ムーンナイト'90                       | キム・ソンジェ役 | [ 79 ] |
| 2011 | MBC         | ハイキック3～短足の逆襲               | イ・サンヒョン役 | [ 80 ] |
| 2012 | SBS         | サンショウウオ導師と恋まじない        | イ・テミン役     | [ 81 ] |
| 2013 | tvN         | 恋愛操作団：シラノ                    | レイ役           | [ 82 ] |
| 2013 | SBS         | 奇跡を                                | キム・タン役     |        |
| 2017 | Prime Video | ファイナルライフ -明日、君が消えても- | ソン・シオン役   | [ 83 ] |

### バラエティ
- 不朽の名曲2（2012年、KBS）[84]
- SBSテレビ芸能（2012年、SBS）[85]
- 国民トークショー アンニョンハセヨ（2012年、KBS2）[86]
- ラジオスター（2012年、MBC）[87]

- 私たち結婚しました Season4（2013年4月～2014年1月）[88]withソン・ナウン
- 不朽の名曲2（2014年、KBS）[89]
- スターキング（2014年、SBS）[90]
- ランニングマン（2014年、SBS）
- ユ・ヒヨルのスケッチブック（2014年、KBS2）[91]
- 食卓の神（2014年、KBS2）[92]
- ベストカップルリターンズ（2015年、MBC Every1）[93]
- 学校に行ってきます（2015年、JTBC）[94]
- アブノーマル会談（2016年、JTBC）[95][96]
- SNL KOREA（2016年、tvN）[97]
- セクションTV芸能通信（2016年、MBC）[98]
- 水曜美食会（2016年、tvN）[99]
- 脳セク時代（2016年、tvN）[100]
- HIT THE STAGE（2016年、Mnet）[101]
- ハッピートゥゲザー3（2017年、KBS2）[102]
- The Unit（2017年、KBS2）- メンター役[103]
- 人生酒場（2017年、tvN）[104]
- アブノーマル会談（2017年、JTBC）[105]
- 水曜美食会（2017年、tvN）[106]
- マスターキー（2017年）[107]
- WHYNOT ザ・ダンサー（2018年、JTBC）[108]
- 知ってるお兄さん（2018年、JTBC）[109]
- アイドルルーム（2019年、JTBC）[110]
- ユ・ヒヨルのスケッチブック（2019年、KBS2）[111]
- みんなのキッチン（2019年、O’live）[112]
- SBSテレビ芸能（2019年、SBS）[113]
- しゃべくり007（2019年、日本テレビ）[114]
- 1泊2日（2020年、KBS2）[115]
- 助けて!ホームズ（朝鮮語版）（2020年）[116]
- 犬は素晴らしい（2020年、KBS2）[117]
- ドレミマーケット（2020年）[118]
- コメディビッグリーグ（2021年、tvN）[119]
- 私は一人で暮らす（2021年、MBC）[120]

### ドキュメンタリー
- 決心 1万時間（2014年、SBS）[121]
- DOCUMENTARY of TAEMIN（2017年）[31]

### ネット放送局
- NAVER V LIVE+「Xtra cam：the TAEMIN」（2017年）[122]
- レアテム（2020年）[123]

### ラジオ
- 青い夜ジョンヒョンです（2014年、MBC FM）[124]
- イ・ソラの歌謡広場（2014年、KBSクールFM）[125]
- チョン・ソニの今日のような夜（2014年、SBSパワーFM）[126]
- 2時脱出Cultwo Show（2016年、SBSパワーFM）[127]
- 2時のデート、パク・キョンリムです（2016年、MBCラジオFM4U）[128]
- キム・チャンリョルのオールドスクール（2016年、SBSパワーFM）[129]
- テミンのオールナイトニッポンR（2016年）- DJ[130]
- カンタの星が輝く夜に（2017年、MBC標準FM）[131]
- 2時脱出Cultwo Show（2017年、SBSパワーFM）[132]
- ソン・ウニ、キム・スクのお姉さんちのラジオ（2017年、SBSラブFM）[133]
- カンタの星が輝く夜に（2017年、MBC標準FM）[134]
- カン・ハンナのボリューム上げて（2020年、KBSクールFM）

### MC
- ミュージックバンク（2018年、KBS2）[135]

### MV
- BoA「Disturbance」(2013年)　恋人役

### ミュージカル
- 「宮」 赤坂ACTシアター公演（2014年）- 皇太子・シン役[136]

### 広告
| 年度 | ブランド                   | 参考    |
| ---- | -------------------------- | ------- |
| 2008 | Cleide.n                   |         |
| 2008 | スマート学生服             |         |
| 2008 | ナナスビー                 |         |
| 2009 | Reebok                     |         |
| 2009 | クライドアンド             |         |
| 2009 | プシャープシャー           |         |
| 2009 | メキシカナ                 |         |
| 2010 | H2                         |         |
| 2010 | サンタフェ                 |         |
| 2010 | メイボール                 |         |
| 2011 | オークション               |         |
| 2011 | Right On                   |         |
| 2011 | エチュードハウス           |         |
| 2012 | ベロスター                 |         |
| 2013 | スケッチャーズ             |         |
| 2014 | ザセム                     |         |
| 2015 | サーティワンアイスクリーム |         |
| 2015 | 新羅免税店                 |         |
| 2016 | プシャープシャー           |         |
| 2016 | MOSCHINO 日本限定Tシャツ   | [ 137 ] |
| 2016 | WEGO                       | [ 138 ] |
| 2018 | Reebok                     |         |
| 2018 | Always Classic             | [ 139 ] |

## イベント

### コンサート
| 年度 | コンサート名                                                    | 開催日        | 開催都市             | 参考    |
| ---- | --------------------------------------------------------------- | ------------- | -------------------- | ------- |
| 2017 | TAEMIN THE 1st STAGE 日本武道館                                 | 7月1日 7月2日 | 日本                 |         |
| 2017 | OFF SICK                                                        | 8月25日       | 韓国                 | [ 140 ] |
| 2017 | OFF SICK                                                        | 8月26日       | 韓国                 | [ 141 ] |
| 2017 | OFF SICK                                                        | 8月27日       | 韓国                 |         |
| 2017 | TAEMIN 1st SOLO CONCERT“OFF-SICK”                               | 10月14日      | 韓国                 | [ 142 ] |
| 2017 | TAEMIN 1st SOLO CONCERT“OFF-SICK”                               | 10月15日      | 韓国                 |         |
| 2017 | TAEMIN 'OFF-SICK（on track）' in JAPAN                          | 11月19日      | 神奈川               | [ 143 ] |
| 2018 | TAEMIN Japan 1st TOUR ～SIRIUS～                                | 9月21日       | 神奈川               | [ 144 ] |
| 2018 | TAEMIN Japan 1st TOUR ～SIRIUS～                                | 9月22日       | 神奈川               | [ 145 ] |
| 2018 | TAEMIN Japan 1st TOUR ～SIRIUS～                                | 9月24日       | 石川                 | [ 146 ] |
| 2018 | TAEMIN Japan 1st TOUR ～SIRIUS～                                | 9月25日       | 石川                 | [ 147 ] |
| 2018 | TAEMIN Japan 1st TOUR ～SIRIUS～                                | 9月28日       | 静岡                 | [ 148 ] |
| 2018 | TAEMIN Japan 1st TOUR ～SIRIUS～                                | 9月29日       | 静岡                 | [ 149 ] |
| 2018 | TAEMIN Japan 1st TOUR ～SIRIUS～                                | 9月30日       | 千葉                 | [ 150 ] |
| 2018 | TAEMIN Japan 1st TOUR ～SIRIUS～                                | 10月4日       | 愛知                 |         |
| 2018 | TAEMIN Japan 1st TOUR ～SIRIUS～                                | 10月5日       | 愛知                 |         |
| 2018 | TAEMIN Japan 1st TOUR ～SIRIUS～                                | 10月7日       | 埼玉                 |         |
| 2018 | TAEMIN Japan 1st TOUR ～SIRIUS～                                | 10月8日       | 長野                 |         |
| 2018 | TAEMIN Japan 1st TOUR ～SIRIUS～                                | 10月10日      | 神奈川               |         |
| 2018 | TAEMIN Japan 1st TOUR ～SIRIUS～                                | 10月11日      | 神奈川               |         |
| 2018 | TAEMIN Japan 1st TOUR ～SIRIUS～                                | 10月13日      | 群馬                 |         |
| 2018 | TAEMIN Japan 1st TOUR ～SIRIUS～                                | 10月14日      | 群馬                 |         |
| 2018 | TAEMIN Japan 1st TOUR ～SIRIUS～                                | 10月17日      | 大分                 |         |
| 2018 | TAEMIN Japan 1st TOUR ～SIRIUS～                                | 10月18日      | 福岡                 |         |
| 2018 | TAEMIN Japan 1st TOUR ～SIRIUS～                                | 10月19日      | 福岡                 |         |
| 2018 | TAEMIN Japan 1st TOUR ～SIRIUS～                                | 10月22日      | 大阪                 |         |
| 2018 | TAEMIN Japan 1st TOUR ～SIRIUS～                                | 10月23日      | 大阪                 |         |
| 2018 | TAEMIN Japan 1st TOUR ～SIRIUS～                                | 10月24日      | 大阪                 |         |
| 2018 | TAEMIN Japan 1st TOUR ～SIRIUS～                                | 10月26日      | 岡山                 |         |
| 2018 | TAEMIN Japan 1st TOUR ～SIRIUS～                                | 10月28日      | 広島                 |         |
| 2018 | TAEMIN Japan 1st TOUR ～SIRIUS～                                | 10月29日      | 広島                 |         |
| 2018 | TAEMIN Japan 1st TOUR ～SIRIUS～                                | 11月1日       | 北海道               | [ 151 ] |
| 2018 | TAEMIN Japan 1st TOUR ～SIRIUS～                                | 11月2日       | 北海道               | [ 152 ] |
| 2018 | TAEMIN Japan 1st TOUR ～SIRIUS～                                | 11月9日       | 兵庫                 |         |
| 2018 | TAEMIN Japan 1st TOUR ～SIRIUS～                                | 11月10日      | 兵庫                 |         |
| 2018 | TAEMIN Japan 1st TOUR ～SIRIUS～                                | 11月11日      | 兵庫                 |         |
| 2018 | TAEMIN Japan 1st TOUR ～SIRIUS～                                | 11月24日      | 東京                 | [ 153 ] |
| 2018 | TAEMIN Japan 1st TOUR ～SIRIUS～                                | 11月25日      | 東京                 | [ 154 ] |
| 2018 | TAEMIN Japan 1st TOUR ～SIRIUS～                                | 11月26日      | 東京                 | [ 155 ] |
| 2019 | T1001101                                                        | 3月15日       | ソウル               | [ 156 ] |
| 2019 | T1001101                                                        | 3月16日       | ソウル               | [ 157 ] |
| 2019 | T1001101                                                        | 3月17日       | ソウル               | [ 158 ] |
| 2019 | TAEMIN ARENA TOUR 2019 ～X™～                                   | 6月8日        | 北海道               | [ 159 ] |
| 2019 | TAEMIN ARENA TOUR 2019 ～X™～                                   | 6月9日        | 北海道               | [ 160 ] |
| 2019 | TAEMIN ARENA TOUR 2019 ～X™～                                   | 6月15日       | 静岡                 | [ 161 ] |
| 2019 | TAEMIN ARENA TOUR 2019 ～X™～                                   | 6月16日       | 静岡                 | [ 162 ] |
| 2019 | TAEMIN ARENA TOUR 2019 ～X™～                                   | 6月19日       | 大阪                 | [ 163 ] |
| 2019 | TAEMIN ARENA TOUR 2019 ～X™～                                   | 6月20日       | 大阪                 | [ 164 ] |
| 2019 | TAEMIN ARENA TOUR 2019 ～X™～                                   | 6月25日       | 東京                 | [ 165 ] |
| 2019 | TAEMIN ARENA TOUR 2019 ～X™～                                   | 6月26日       | 東京                 | [ 166 ] |
| 2019 | TAEMIN ARENA TOUR 2019 ～X™～                                   | 7月5日        | 広島                 | [ 167 ] |
| 2019 | TAEMIN ARENA TOUR 2019 ～X™～                                   | 7月6日        | 広島                 | [ 168 ] |
| 2019 | TAEMIN ARENA TOUR 2019 ～X™～                                   | 7月13日       | 大阪                 | [ 169 ] |
| 2019 | TAEMIN ARENA TOUR 2019 ～X™～                                   | 7月14日       | 大阪                 | [ 170 ] |
| 2019 | TAEMIN ARENA TOUR 2019 ～X™～                                   | 8月6日        | 福岡                 | [ 171 ] |
| 2019 | TAEMIN ARENA TOUR 2019 ～X™～                                   | 8月7日        | 福岡                 |         |
| 2019 | TAEMIN ARENA TOUR 2019 ～X™～                                   | 8月10日       | 東京                 | [ 172 ] |
| 2019 | TAEMIN ARENA TOUR 2019 ～X™～                                   | 8月11日       | 東京                 |         |
| 2019 | TAEMIN ARENA TOUR 2019 ～X™～                                   | 8月12日       | 東京                 | [ 173 ] |
| 2019 | TAEMIN 2ND CONCERT [T1001101] in JAPAN 2019-2020 COUNTDOWN LIVE | 12月28日      | 神奈川               | [ 174 ] |
| 2019 | TAEMIN 2ND CONCERT [T1001101] in JAPAN 2019-2020 COUNTDOWN LIVE | 12月29日      | 神奈川               | [ 175 ] |
| 2019 | TAEMIN 2ND CONCERT [T1001101] in JAPAN 2019-2020 COUNTDOWN LIVE | 12月31日      | 大阪                 | [ 176 ] |
| 2021 | Beyond LIVE - TAEMIN: N.G.D.A (Never Gonna Dance Again)         | 5月2日        | Beyond LIVE          | [ 177 ] |
| 2023 | TAEMIN SOLO CONCERT：METAMORPH                                  | 12月16日      | ソウル               | [ 178 ] |
| 2023 | TAEMIN SOLO CONCERT：METAMORPH                                  | 12月17日      | ソウル               | [ 178 ] |
| 2024 | TAEMIN SOLO CONCERT：METAMORPH                                  | 3月8日        | 東京                 | [ 179 ] |
| 2024 | TAEMIN SOLO CONCERT：METAMORPH                                  | 3月9日        | 東京                 | [ 179 ] |
| 2024 | TAEMIN SOLO CONCERT：METAMORPH                                  | 3月10日       | 東京                 | [ 179 ] |
| 2024 | 2024-25 TAEMIN WORLD TOUR「Ephemeral Gaze」                     | 8月31日       | 仁川                 |         |
| 2024 | 2024-25 TAEMIN WORLD TOUR「Ephemeral Gaze」                     | 9月1日        | 仁川                 |         |
| 2024 | 2024-25 TAEMIN WORLD TOUR「Ephemeral Gaze」                     | 9月7日        | クアラルンプール     |         |
| 2024 | 2024-25 TAEMIN WORLD TOUR「Ephemeral Gaze」                     | 9月14日       | 台北                 |         |
| 2024 | 2024-25 TAEMIN WORLD TOUR「Ephemeral Gaze」                     | 9月21日       | 東京                 |         |
| 2024 | 2024-25 TAEMIN WORLD TOUR「Ephemeral Gaze」                     | 9月22日       | 東京                 |         |
| 2024 | 2024-25 TAEMIN WORLD TOUR「Ephemeral Gaze」                     | 9月23日       | 東京                 |         |
| 2024 | 2024-25 TAEMIN WORLD TOUR「Ephemeral Gaze」                     | 9月28日       | バンコク             |         |
| 2024 | 2024-25 TAEMIN WORLD TOUR「Ephemeral Gaze」                     | 10月5日       | 香港                 |         |
| 2024 | 2024-25 TAEMIN WORLD TOUR「Ephemeral Gaze」                     | 10月19日      | 福岡                 |         |
| 2024 | 2024-25 TAEMIN WORLD TOUR「Ephemeral Gaze」                     | 10月20日      | 福岡                 |         |
| 2024 | 2024-25 TAEMIN WORLD TOUR「Ephemeral Gaze」                     | 10月26日      | ジャカルタ           |         |
| 2024 | 2024-25 TAEMIN WORLD TOUR「Ephemeral Gaze」                     | 11月9日       | シンガポール         |         |
| 2024 | 2024-25 TAEMIN WORLD TOUR「Ephemeral Gaze」                     | 11月24日      | マニラ               |         |
| 2025 | 2024-25 TAEMIN WORLD TOUR「Ephemeral Gaze」                     | 1月4日        | マカオ               |         |
| 2025 | 2024-25 TAEMIN WORLD TOUR「Ephemeral Gaze」                     | 1月28日       | メキシコシティー     |         |
| 2025 | 2024-25 TAEMIN WORLD TOUR「Ephemeral Gaze」                     | 2月1日        | サンパウロ           |         |
| 2025 | 2024-25 TAEMIN WORLD TOUR「Ephemeral Gaze」                     | 2月4日        | チリ サンティアゴ    |         |
| 2025 | 2024-25 TAEMIN WORLD TOUR「Ephemeral Gaze」                     | 2月13日       | ニューヨーク         |         |
| 2025 | 2024-25 TAEMIN WORLD TOUR「Ephemeral Gaze」                     | 2月16日       | シカゴ               |         |
| 2025 | 2024-25 TAEMIN WORLD TOUR「Ephemeral Gaze」                     | 2月18日       | ヒューストン         |         |
| 2025 | 2024-25 TAEMIN WORLD TOUR「Ephemeral Gaze」                     | 2月21日       | オークランド         |         |
| 2025 | 2024-25 TAEMIN WORLD TOUR「Ephemeral Gaze」                     | 2月23日       | ロサンゼルス         |         |
| 2025 | 2024-25 TAEMIN WORLD TOUR「Ephemeral Gaze」                     | 3月4日        | ヘルシンキ           |         |
| 2025 | 2024-25 TAEMIN WORLD TOUR「Ephemeral Gaze」                     | 3月7日        | フランクフルト       |         |
| 2025 | 2024-25 TAEMIN WORLD TOUR「Ephemeral Gaze」                     | 3月9日        | ロンドン             |         |
| 2025 | 2024-25 TAEMIN WORLD TOUR「Ephemeral Gaze」                     | 3月11日       | オランダ             |         |
| 2025 | 2024-25 TAEMIN WORLD TOUR「Ephemeral Gaze」                     | 3月12日       | パリ                 |         |
| 2025 | 2024-25 TAEMIN WORLD TOUR「Ephemeral Gaze」                     | 3月15日       | ベルギーブリュッセル |         |
| 2025 | 2024-25 TAEMIN WORLD TOUR「Ephemeral Gaze」                     | 3月18日       | マンチェスター       |         |
| 2025 | 2024-25 TAEMIN WORLD TOUR「Ephemeral Gaze」                     | 3月22日       | ホノルル             |         |
| 2025 | 2024-25 TAEMIN WORLD TOUR「Ephemeral Gaze」                     | 4月5日        | 東京有明             |         |
| 2025 | 2024-25 TAEMIN WORLD TOUR「Ephemeral Gaze」                     | 4月6日        | 東京有明             |         |
| 2025 | 2024-25 TAEMIN WORLD TOUR「Ephemeral Gaze」                     | 4月19日       | 神戸                 |         |
| 2025 | 2024-25 TAEMIN WORLD TOUR「Ephemeral Gaze」                     | 4月20日       | 神戸                 |         |
| 2025 | 2024-25 TAEMIN WORLD TOUR「Ephemeral Gaze」                     | 韓国          |                      |         |

### イベント
| 年度 | イベント名                                                       | 開催日   | 開催国 | 参考            |
| ---- | ---------------------------------------------------------------- | -------- | ------ | --------------- |
| 2011 | 映画「ワンダフルラジオ」VIP試写会                                | 12月20日 | 韓国   | [ 180 ]         |
| 2012 | 映画「コアラキッド:英雄の誕生」VIP試写会                         | 1月3日   | 韓国   | [ 181 ]         |
| 2012 | 映画「共謀者」VIP試写会                                          | 8月21日  | 韓国   | [ 182 ]         |
| 2012 | MCMストアリニューアルオープンオープンイベント                    | 8月24日  | 韓国   | [ 183 ]         |
| 2013 | 10 Corso Como Seoul5周年イベント                                 | 3月28日  | 韓国   | [ 184 ]         |
| 2013 | OMMY HILFIGER 2013 Surf Shack capsule collectionオープンイベント | 5月29日  | 韓国   | [ 185 ]         |
| 2013 | James Jeans 2013 F/W ショーケース                                | 7月19日  | 韓国   | [ 186 ]         |
| 2013 | 映画「スノーピアサー」ワールドプレミア                           | 7月29日  | 韓国   | [ 187 ]         |
| 2013 | 2013 SBS歌謡大祭典記者会見                                       | 12月18日 | 韓国   | [ 188 ]         |
| 2014 | 「rouge＆lounge」アートコラボレーション                          | 3月7日   | 韓国   | [ 189 ]         |
| 2014 | MBC MUSIC「SHOW CHAMPION」100回特集フォトウォールイベント        | 3月19日  | 韓国   | [ 190 ]         |
| 2014 | 映画「泣く男」VIP試写会                                          | 5月30日  | 韓国   | [ 191 ]         |
| 2015 | SMTOWN THE STAGE公開記念レッドカーペットイベント                 | 8月4日   | 韓国   | [ 192 ]         |
| 2015 | PHILIPP PLEINオープンイベント                                    | 8月26日  | 韓国   | [ 193 ]         |
| 2015 | American Eagle Outfitters開店記念フォトイベント                  | 8月28日  | 韓国   | [ 194 ]         |
| 2015 | フラッグシップストアオープンイベント                             | 10月12日 | 韓国   | [ 195 ]         |
| 2016 | テミン1stフルアルバム「Press It」発売記念ショーケース            | 2月22日  | 韓国   | [ 196 ]         |
| 2016 | STYLE ICON ASIA 2016ピンクカーペットイベント                     | 3月15日  | 韓国   | [ 197 ]         |
| 2016 | ジョンヒョン「良い」ショーケース                                 | 5月23日  | 韓国   | [ 198 ]         |
| 2016 | a-nation stadium fes.                                            | 6月28日  | 日本   | [ 199 ]         |
| 2016 | Mnet「HIT THE STAGE」制作発表会                                  | 7月22日  | 韓国   | [ 200 ]         |
| 2017 | 1stソロコンサート「TAEMIN 1st SOLO CONCERT“OFF-SICK”」記者会見   | 10月15日 | 韓国   | [ 201 ]         |
| 2017 | KBS2アイドル再起番組「The Unit」制作発表会                       | 10月25日 | 韓国   | [ 202 ]         |
| 2018 | JTBCバラエティ番組「WHYNOT ザ・ダンサー」制作発表会              | 5月2日   | 韓国   | [ 203 ]         |
| 2018 | Reebok Classicフォトセッション                                   | 6月23日  | 韓国   | [ 204 ]         |
| 2019 | SHIBUYA TSUTAYAパネル展                                          | 2月19日  | 日本   | [ 205 ]         |
| 2019 | 「2019 F/W HERA ソウルファッションウィーク」CHARM'Sコレクション  | 3月24日  | 韓国   | [ 206 ]         |
| 2019 | テミンソロ写真集「PORTRAIT」サイン会                             | 4月17日  | 日本   | [ 207 ] [ 208 ] |
| 2019 | 「TAEMIN×TOWER RECORDS」コラボポスター                           | 11月26日 | 日本   | [ 209 ]         |

## 書籍

### 写真集
- PORTRAIT（2019年3月27日）[210]

### 雑誌
| 年度 | 月号    | 雑誌名                | 参考    |
| ---- | ------- | --------------------- | ------- |
| 2012 | 3月号   | W korea               | [ 211 ] |
| 2012 | 9月号   | NYLON                 |         |
| 2013 | 12月号  | VOGUE girl            |         |
| 2014 | 2月号   | GEEK                  | [ 212 ] |
| 2014 | 6月号   | クレアスタ            |         |
| 2014 | 9月号   | Dazed ＆ Confused     | [ 213 ] |
| 2014 | 9月号   | THE CELEBRITY         | [ 214 ] |
| 2014 | 9月号   | Harper's BAZAAR       | [ 215 ] |
| 2014 | 9月号   | DAZED                 |         |
| 2014 | 12月号  | GQ KOREA              |         |
| 2015 | 150号   | HIGH CUT              | [ 216 ] |
| 2015 | 8月号   | COSMOPOLITAN          | [ 217 ] |
| 2015 | 8月号   | W KOREA               | [ 218 ] |
| 2016 | 2月号   | COSMOPOLITAN          | [ 219 ] |
| 2016 | 3月号   | ARENA HOMME PLUS      | [ 220 ] |
| 2016 | 3月号   | Singles               | [ 221 ] |
| 2016 | 5月号   | THE CELEBRITY         | [ 222 ] |
| 2016 | 9月号   | NYLON JAPAN           |         |
| 2016 | 10月号  | Scawaii !             |         |
| 2016 | 10月号  | Como                  |         |
| 2016 | 10月号  | GQ KOREA              |         |
| 2016 | 11月号  | men's uno             | [ 223 ] |
| 2017 | 9月号   | Singles               | [ 224 ] |
| 2018 | 9月号   | allure KOREA          | [ 225 ] |
| 2019 | 2月号   | GRAZIA                | [ 226 ] |
| 2019 | 3月号   | Harper’s BAZAAR Korea | [ 227 ] |
| 2019 | 11/11号 | AERA                  | [ 228 ] |
| 2019 | 11月号  | an・an                | [ 229 ] |
| 2020 | 4月号   | VOGUE KOREA           | [ 230 ] |
| 2020 | 9月号   | W KOREA               | [ 231 ] |
| 2021 | 1月号   | ARENA HOMME＋         | [ 232 ] |
| 2021 | 3月号   | DAZED                 | [ 233 ] |
| 2021 | 6月号   | GQ                    | [ 234 ] |

## 賞とノミネート

### 受賞
- 2013年「BC Entertainment Awards 今年のスター賞」[235]
- 2013年「MBC芸能大賞 スターオブザイヤー」（『私たち結婚しました4』）
- 2014年「ファッション/カルチャー雑誌「GQ Korea」 MEN OF THE YEAR」[236]
- 2014年「MBC芸能大賞 スターオブザイヤー」（『私たち結婚しました4』）
- 2015年「第29回ゴールデンディスクアワード 音盤部門本賞」「ACE(アルバム)」
- 2015年「第29回ゴールデンディスクアワード 人気賞（人気投票1位）」[237]
- 2015年「第24回ソウル歌謡大賞　High1/Mobile 人気賞（人気投票1位）」[238]
- 2016年「Mnet Asian Music Awards ベストダンスパフォーマンスソロ」[239]
- 2017年「第31回ゴールデンディスクアワード 音盤部門本賞」「Press It(アルバム)」[240]
- 2017年「Mnet Asian Music Awards ベストダンスパフォーマンスソロ」[241]
- 2017年「Soompiアワード ソロ歌手賞」
- 2018年「第27回ソウル歌謡大賞 人気賞」[242]
- 2020年「アリーナアワード 最優秀ソロアーティスト賞」
- 2020年「アジア文化賞 最優秀ソロ賞」
- 2020年「Mnet Asian Music Awards 男性ソロダンス人気賞」[243]
- 2021年「第55回納税者の日 模範納税者受賞」[244]

### ノミネート
- 2013年「MBC芸能大賞 ベストカップル賞 with ソン・ナウン(Apink)」（『私たち結婚しました4』）[245]
- 2015年「ガオンチャートK-POPアワード アーティストオブザイヤー」
- 2015年「第29回ゴールデンディスクアワード ディスク賞」
- 2015年「第24回ソウル歌謡大賞 ボンサン賞」
- 2015年「第24回ソウル歌謡大賞 韓流特別賞」
- 2016年「ガオンチャートK-POPアワード アルバム賞」
- 2016年「Mnet Asian Music Awards 年間最優秀曲」
- 2017年「第31回ゴールデンディスクアワード ディスク賞」
- 2018年「韓国音楽賞 最優秀ポップアルバム」
- 2019年「Mnet Asian Music Awards 最優秀男性歌手」
- 2019年「Mnet Asian Music Awards ソロ部門ダンサー賞」
- 2020年「第34回ゴールデンディスクアワード 音盤部門本賞」
- 2020年「Mnet Asian Music Awards 最優秀アーティスト賞」[246]
- 2020年「Mnet Asian Music Awards アーティストオブザイヤー」
- 2020年「Mnet Asian Music Awards 今年の世界的アイコン賞」
- 2020年「Mnet Asian Music Awards 年間最優秀曲賞」
- 2020年「Mnet Asian Music Awards 最優秀ダンスパフォーマンス賞」
- 2020年「第29回ソウル歌謡大賞 ボンサン賞」
- 2020年「第29回ソウル歌謡大賞 人気賞」
- 2020年「第29回ソウル歌謡大賞 韓流人気賞」
- 2021年「Brand Customer Loyalty Awards  最優秀ソロアーティスト賞」
- 2021年「ブランドオブザイヤーアワード 最優秀ソロアーティスト賞」

### 音楽番組1位
| 年度           | 受賞歴 | 参考                            |
| -------------- | --- | ------------------------------- |
| 2014 （計2回） | Danger（計2回） - 8月29日KBS2『ミュージックバンク』 - 8月30日MBC『ショー 音楽中心』                                                                      | [ 247 ] [ 248 ]                 |
| 2016 （計4回） | Press Your Number（計4回） - 3月1日SBS MTV『THE SHOW』 - 3月2日MBC MUSIC『SHOW CHAMPION』 - 3月3日Mnet『M COUNTDOWN』 - 3月4日KBS2『ミュージックバンク』 | [ 249 ] [ 250 ] [ 251 ] [ 252 ] |
| 2019 （計2回） | WANT（計2回） - 2月20日MBC MUSIC『SHOW CHAMPION』 - 2月22日KBS2『ミュージックバンク』                                                                    | [ 253 ] [ 254 ]                 |
| 2020 （計1回） | IDEA：理想（計1回） - 11月22日SBS『人気歌謡』 | [ 255 ]                         |
| 2023 （計1回） | Guilty（計1回） - 11月11日放送MBC「ショー! 音楽中心」 |                                 |

- 脚注

1. 1 2 3  “テミン　東方神起の弟分が語る日本活動5年と次の一手”. NIKKEI STYLE. (2016年9月20日) 2021年4月7日閲覧。
2. 1 2 3 4 5  “PROFILE”.   SHINeeOfficial Website. 2018年2月18日閲覧。
3. ↑  「キラキラBOYS、日本上陸! SHINee!!」『anan』2011年6月22日 No.1763、マガジンハウス、"90"。
4. ↑  “クリスチャンとして有名なアイドルとクリスチャンネームをご紹介♪”. WoWKorea. (2016年5月2日) 2021年4月3日閲覧。
5. 1 2  “【最新版】SHINee(シャイニー)メンバーの年齢・身長・兵役事情は？メンバーカラーやハングルまで徹底解説”. うたてん 2021年4月20日閲覧。
6. ↑  “SHINee最年少のテミンが告白するシンガーとして覚醒した瞬間とは？”. CREA WEB. (2016年8月10日) 2021年4月6日閲覧。
7. ↑  ““芸歴12年”SHINeeテミンが語るアイドルの軌跡「僕は唯一メンバー全員と喧嘩した」【インタビュー】”. スポーツソウル. (2019年2月19日) 2021年4月6日閲覧。
8. 1 2  “SHINee・テミン｜ソロでも絶対的な地位を確立　著しい成長を遂げる“ACE”＜メンバー分析＞”. エキサイトニュース. (2021年3月6日) 2021年4月7日閲覧。
9. ↑  “SHINee テミン、私生活を明かす「友達はEXO カイ、BTS（防弾少年団） ジミン、HOTSHOT ティモテオ」”. Kstyle. (2017年12月1日) 2021年4月6日閲覧。
10. ↑  “テミン、自分だけの表現を突き詰めたソロ作　SHINeeやSuperM、それぞれの活動ごとに見せる魅力も考察”. Real Sound. (2020年9月22日) 2021年4月6日閲覧。
11. ↑  “SHINee テミン、初めてのソロステージで“歌唱力＆男らしさ”披露”.   kstyle. 2018年3月15日閲覧。
12. ↑  “SHINee テミン、韓国版「花ざかりの君たちへ」OST参加で初ソロに挑戦！”. Kstyle. (2012年9月11日) 2021年4月6日閲覧。
13. ↑  “SHINee テミンが日本で俳優デビュー!「ファイナルライフ」が9月8日より配信!”. KOARI. (2017年8月24日) 2021年4月6日閲覧。
14. ↑  “SHINee テミン、老父に変装する妹思いの兄を熱演”.   kstyle. 2018年3月15日閲覧。
15. ↑  “SHINee テミン＆Apink ソン・ナウン、涙の別れ…「愛を教えてもらった」8ヶ月の仮想結婚生活終了”.   kstyle (2014年1月5日). 2018年3月15日閲覧。
16. ↑  “SHINeeテミン「『私たち結婚しました』でたくさんのことを学んだ」”. Mnet. (2013年12月30日) 2020年4月7日閲覧。
17. ↑  “【速報】ミュージカル『宮(クン)』記者会見レポ。「テミン(SHINee)は今までで一番可愛い」”. CanCam.jp. (2014年3月25日) 2020年4月27日閲覧。
18. ↑  ““ソロ出撃”SHINee テミン、末っ子の姿はどこへ？「怪盗」で女心を攻略…予告映像を公開”.   kstyle. 2018年3月15日閲覧。
19. ↑  “SHINeeのテミンが、ソロ・デビュー”.   タワーレコード. 2018年2月18日閲覧。
20. ↑  “二人のSHINee テミンがキス！？最新アルバムの破格的な予告イメージ公開…世界的アーティストと共作”.   kstyle. 2018年2月19日閲覧。
21. ↑  “テミン（SHINee）、アジア＆欧州7地域のiTunes総合アルバムチャートで1位獲得！”.   wowkorea. 2018年2月19日閲覧。
22. ↑  “ハントチャート”.   ハントチャート. 2018年2月19日閲覧。[リンク切れ]
23. ↑  “SHINee テミン、ソロアルバムがチャート＆音楽番組を席巻…“グローバルな人気””.   kstyle. 2018年2月19日閲覧。
24. ↑  “SHINeeテミン、7・27日本ソロデビュー”.   ORICON NEWS (2016年6月23日). 2016年6月23日閲覧。
25. 1 2  “ユンホ(東方神起)、テミン(SHINee)、カイ(EXO)が練習生時代の苦労を告白！”. HOMINIS. (2018年7月10日) 2021年4月7日閲覧。
26. ↑  “プロフィール”.   ユニバーサルミュージック. 2018年2月21日閲覧。
27. ↑  “【レポート】テミン(SHINee)、28,000人の武道館で「初めてのソロステージへようこそ！」”. BARKS. (2017年7月3日) 2021年4月6日閲覧。
28. ↑  “テミン（SHINee）、2ndミニアルバム『Flame of Love』が日本含む全7カ国のiTunesで1位獲得！ 旧譜作品も続々ランクインと大反響!!”.   Tsite. 2018年2月19日閲覧。
29. ↑  “【LINE LIVE】TAEMIN THE 1st STAGE 日本武道館”.   never. 2018年2月19日閲覧。
30. 1 2  “SHINeeテミンが“努力の天才”で在り続ける原動力は―ソロで真価見せた武道館の裏側 モデルプレスインタビュー【前編】”. モデルプレス. (2017年11月7日) 2021年4月7日閲覧。
31. 1 2  “DOCUMENTARY of TAEMIN”.   never. 2018年2月19日閲覧。
32. ↑  “「TAEMIN ‘OFF-SICK(on track)’ in JAPAN」開催決定！ファンクラブ受付のご案内！”.   ユニバーサルミュージック. 2018年2月21日閲覧。
33. 1 2  “SHINee テミン、ソロコンサートを10月ソウルで開催！”. Mnet. (2017年9月7日) 2020年4月7日閲覧。
34. ↑  “SHINee テミン、ソウル1stソロコンサートを成功裏に終了…個性溢れるステージにファン大熱狂”.   kstyle. 2018年2月19日閲覧。
35. ↑  “「TAEMIN ‘OFF-SICK(on track)’ in JAPAN」開催決定！ファンクラブ受付のご案内！”.   ユニバーサルミュージックJAPAN. 2018年2月18日閲覧。
36. ↑  “テミン(SHINee)、待望の2nd Mini Album「Flame of Love」2017年7月18日(火)発売決定！アルバム予約・購入特典も発表！！”.   タワーレコード. 2018年3月15日閲覧。
37. ↑  “SHINee テミン、ニューアルバム「Flame of Love」がオリコンデイリー1位獲得！”.   livedoornews. 2018年2月19日閲覧。
38. ↑  “SHINee テミン、松田翔太と日本ドラマで初共演！Amazonドラマシリーズ「ファイナルライフ−明日、君が消えても−」9/8より配信決定”.   kstyle. 2018年2月19日閲覧。
39. ↑  “松田翔太とSHINeeテミンが共演、刑事ドラマ「ファイナルライフ」配信”.   映画ナタリー. 2018年3月15日閲覧。
40. ↑  “SHINeeテミンの日本初出演ドラマ、サウンドトラック配信リリース”.   音楽ナタリー. 2018年3月15日閲覧。
41. ↑  “SHINee テミン、2ndフルアルバム「MOVE」が世界12地域のiTunesアルバムチャート1位に！”.   kstyle. 2018年2月19日閲覧。
42. ↑  “いろんな経験をしたテミンの姿を見せたいと思いました”.   音楽ナタリー. 2021年4月27日閲覧。
43. ↑  “一糸乱れぬ圧巻の完成度！ テミン（SHINee）、新曲「Famous」の“Liveパフォーマンスバージョン”映像公開”. M-ON! MUSIC. (2019年8月23日) 2021年4月7日閲覧。
44. ↑  “テミン(SHINee)、自身初の週間ランキング初登場1位を獲得”.   dwango (2019年9月3日). 2021年4月27日閲覧。
45. ↑  “SHINee、EXO、NCTらで結成された「SuperM」に期待と不安の声。K-POPの新しい可能性となるか”. スポーツソウル. (2019年8月8日) 2021年4月7日閲覧。
46. ↑  “SuperM、デビューアルバムが全米1位　K-POP初の快挙「夢のようです」”. モデルプレス. (2019年10月14日) 2021年4月7日閲覧。
47. ↑  “SHINee テミン、日本でファンと年越し「2020年はメンバーが帰ってきます」”. Kstyle. (2020年1月1日) 2021年4月7日閲覧。
48. ↑  “SHINee テミン、新型コロナウイルス拡散の影響…3月のソウルコンサート延期を発表「チケットは全額払い戻し」（全文）”. Kstyle. (2020年2月24日) 2021年4月7日閲覧。
49. ↑  “SHINee テミン、3rdフルアルバムが日本を含む31地域のiTunesトップアルバムチャートで1位に！人気を証明”. Kstyle. (2020年11月10日) 2021年4月27日閲覧。
50. ↑  “「SHINee」テミン、ドラマ「ナビレラ」の挿入歌を歌唱…30日に発売!!”. wowkorea. (2021年3月23日) 2021年5月11日閲覧。
51. ↑  “［韓流］ＳＨＩＮｅｅテミン　来月３１日に軍入隊”. 聯合ニュース. (2021年4月20日) 2021年4月20日閲覧。
52. ↑  “兵役：SHINeeテミン　来月31日入隊「陸軍軍楽隊服務」”. 朝鮮日報. (2021年4月20日) 2021年4月20日閲覧。
53. ↑  “SHINeeテミン、入隊前最後のソロコンサートを5月2日に開催”. 音楽ナタリー. (2021年4月21日) 2021年4月27日閲覧。
54. ↑  “SHINeeのテミン、ミニアルバム『Advice』リリース＋タイトル曲「Advice」MV公開”. BARKS. (2021年5月18日) 2021年5月31日閲覧。
55. ↑  “SHINee テミン、新曲「Advice」日本を含む世界41ヶ国のiTunesチャートで1位に！凄まじい人気”. Kstyle. (2021年5月19日) 2021年5月31日閲覧。
56. ↑  ““本日入隊”SHINee テミン、GAON週間アルバムチャートで1位を獲得！熱い反応”. Kstyle. (2021年5月31日) 2021年5月31日閲覧。
57. ↑  “SHINee テミン、本日（5/31）入隊！坊主姿で登場…ファンが殺到し現場は騒然（動画あり）”. Kstyle. (2021年5月31日) 2021年5月31日閲覧。
58. ↑  “SHINee テミン、入隊中にうつ病・パニック障害が悪化「社会服務要員に」（SM公式）”. Kstyle. (2022年1月17日) 2022年1月14日閲覧。
59. ↑  “SHINee テミン、本日（4/4）召集解除…ファンに挨拶「使命感を持って前に進んでいく」”. Kstyle. (2023年4月4日) 2023年4月23日閲覧。
60. ↑  “SHINee テミン、早くも除隊後初のファンミーティングが決定！約3年4ヶ月ぶりに開催”. Kstyle. (2023年4月5日) 2023年4月23日閲覧。
61. ↑  “ＳＨＩＮｅｅのテミン、１６年ぶりにＳＭを離れる…「ＳＨＩＮｅｅの活動はＳＭで」”. 中央日報. (2024年3月6日) 2024年8月25日閲覧。
62. ↑  SMエンタ離れたSHINee“末っ子”テミンの新事務所が発表…デビュー16年、ソロでも10年のキャリア - ライブドアニュース（2024年4月1日）
63. ↑  “TAEMIN（テミン）日本公式ファンクラブ開設！”. ORICON NEWS. (2024年5月21日) 2024年8月25日閲覧。
64. ↑  “「SHINee」テミン、初のソロワールドツアー「Ephemeral Gaze」の開催が決定！”. wowKorea（ワウコリア） (2024年7月19日). 2025年8月4日閲覧。
65. ↑  “「私たち結婚しました」SHINee テミン＆Apink ソン・ナウン、映画のような過去への旅”.   Kstyle. 2021年4月20日閲覧。
66. ↑  “7월18일 스타 태민·주상욱”. 스포츠투데이. (2014年7月17日) 2021年4月7日閲覧。
67. ↑  “태민, 한림예고 편입 "뮤지컬배우 초석 다진다"”.   SK Communications.. 2018年2月26日閲覧。
68. ↑  “「韓国芸能高校」潜入ルポ～EXO、防弾少年団、TWICEらが卒業”. 現代ビジネス. (2017年6月18日) 2021年4月7日閲覧。
69. ↑  “Myongji Univ | Facebook”.   facebook.com. 2021年4月19日閲覧。
70. ↑  “「東方神起先輩の言葉がずっしりと響きました」と語る最年少のテミン。”.   vogue. 2018年2月19日閲覧。
71. ↑  ““天才ダンサーの自信”…「アイドルルーム」「SHINee」テミン、ダンスコピーに挑戦♥”. WoWKorea. (2019年2月12日) 2021年4月7日閲覧。
72. ↑  “SHINeeの末っ子・テミンが“マジックハンド”と呼ばれる理由”. CREA WEB. (2016年8月6日) 2021年4月20日閲覧。
73. ↑  “「SHINee」テミン、ライブ放送でファンとコミュニケーション…”僕たちの歌が力になったら嬉しい””. WoWKorea. (2020年8月13日) 2021年4月7日閲覧。
74. ↑  “EXOカイ「親友SHINeeテミン、練習生時代威張っていた」と明かす”. もっと!コリア. (2017年8月23日) 2021年4月7日閲覧。
75. ↑  “SHINee テミンからEXO カイまで…セブ島旅行を満喫！豪華顔ぶれの友情ショットが話題”. Kstyle. (2019年4月26日) 2021年4月27日閲覧。
76. ↑  “SNSD’s Sunny and SHINee’s Taemin Begin Work for "Kid Koala"”.   soompi. 2018年2月27日閲覧。
77. ↑  “テヒ、ヘギョ、ジヒョン”.   konest. 2018年2月26日閲覧。
78. ↑  “期待の新ドラマ『アテナ：戦争の女神』初回視聴率25％超え”.   wowkorea. 2018年2月26日閲覧。
79. ↑  “SHINeeキー＆テミン、「DEUX」に変身”.   diodeo. 2018年2月26日閲覧。
80. ↑  “「ハイキック3」SHINee テミン＆f(x) クリスタル、恋愛も別れも超スピード”.   kstyle. 2018年2月26日閲覧。
81. ↑  “SHINee テミン、老父に変装する妹思いの兄を熱演”.   kstyle. 2018年2月26日閲覧。
82. ↑  “「恋愛操作団」SHINee テミンの初恋を守れ大作戦に“胸がドキドキ””.   kstyle (2013年6月4日). 2021年5月11日閲覧。
83. ↑  “SHINee テミン、松田翔太と日本ドラマで初共演！Amazonドラマシリーズ「ファイナルライフ−明日、君が消えても−」9/8より配信決定”.   kstyle. 2018年2月19日閲覧。
84. ↑  “SHINee テミン「上着を脱いだら僕のは見ていられないと言われた」”. Kstyle. 2021年9月14日閲覧。
85. ↑  “SHINee テミン、ガールズグループも羨む美貌？「元々綺麗ですみません」”. Kstyle. 2021年9月14日閲覧。
86. ↑  “SHINee テミンの熱烈な台湾ファン“給料の半分はSHINeeに投じている””. Kstyle. 2021年9月14日閲覧。
87. ↑  “SHINee オンユが暴露「テミンは可愛いと言われるのを楽しんでいる」”. Kstyle. 2021年9月14日閲覧。
88. ↑  “SHINee テミン＆Apink ソン・ナウン、涙の別れ…「愛を教えてもらった」8ヶ月の仮想結婚生活終了”.   kstyle. 2018年2月27日閲覧。
89. ↑  “TEENTOPのNIEL、SHINee テミンより優れている点は「唇」”. Kstyle. 2021年9月14日閲覧。
90. ↑  “SHINee テミン＆INFINITE ソンヨルもビックリ…“7歳EXO”キム・ゴヌ君が抜群のダンスを披露”. Kstyle. 2021年9月14日閲覧。
91. ↑  “SHINee テミン、本日「ユ・ヒヨルのスケッチブック」収録に参加…ソロ歌手として初出演！”. Kstyle. 2021年9月14日閲覧。
92. ↑  “SHINee テミン＆SISTAR ソユ、腹筋が消えたことを告白「家に置いてきた」”. Kstyle. 2021年9月14日閲覧。
93. ↑  “Secret ヒョソン、SHINee テミンや藤井美菜など「ベストカップルリターンズ」メンバーと撮った写真を公開“和気藹々””. Kstyle. 2021年9月14日閲覧。
94. ↑  “SHINee テミン「一生優しくするよ、僕と付き合おう」…甘いセリフに先生も生徒もメロメロ”. Kstyle. 2021年9月14日閲覧。
95. ↑  “SHINee ジョンヒョン＆テミン「アブノーマル会談」に出演…3月中に放送予定”. Kstyle. 2021年9月14日閲覧。
96. ↑  “SHINee テミン、チョン・ヒョンムに「シン・ミナに似ている」…周りからはブーイングの声”. Kstyle. 2021年9月14日閲覧。
97. ↑  “SHINee テミン「SNL KOREA」にゲスト出演…「チーズ・イン・ザ・トラップ」のソ・ガンジュンに変身！”. Kstyle. 2021年9月14日閲覧。
98. ↑  “SHINee テミン「ジョンヒョン兄さんが曲を書いてくれたが…」”. Kstyle. 2021年9月14日閲覧。
99. ↑  “SHINee、メンバーで一番の酒豪は？「ファンを気にしながら…」アルコール事情を暴露”. Kstyle. 2021年9月14日閲覧。
100. ↑  “SHINee テミン、グループ内の“脳セク”ランキングの質問に自信満々…「1位は僕だ」”. Kstyle. 2021年9月14日閲覧。
101. ↑  “SHINee テミン＆ INFINITE ホヤ＆TWICE モモなど…「HIT THE STAGE」初放送の出演者8人を確定！”. Kstyle. 2021年9月14日閲覧。
102. ↑  “SHINee テミンからEXO カイまで、豪華ゲスト出演決定！「ハッピートゥゲザー3」夏休み特集ラインナップが発表”. Kstyle. 2021年9月14日閲覧。
103. ↑  “テミン（SHINee）、「THE UNIT」の審査に対する率直な気持ちを明かす”.   wowkorea. 2018年2月27日閲覧。
104. ↑  “SHINee テミン＆SUPER JUNIOR-M ヘンリー、奇想天外な個人芸を披露！？「人生酒場」に高まる期待”. Kstyle. 2021年9月14日閲覧。
105. ↑  “SHINee テミン、男性用ガーターベルトを愛用？！その使い道に関心集中(動画あり)”. Kstyle. 2021年9月14日閲覧。
106. ↑  “SHINee テミン、豚足料理への愛が爆発…ジョンヒョン「飽きるほど聞いた」”. Kstyle. 2021年9月14日閲覧。
107. ↑  “SHINee キー＆テミン、撮影現場でライバル心が炸裂？！「マスターキー」予告映像を公開（動画あり）”.   kstyle. 2018年2月27日閲覧。
108. ↑  “SHINee テミン「売れたかった、でも満足できなかった」…デビュー初期の思いを語る”. Kstyle. 2021年9月14日閲覧。
109. ↑  “SHINee テミンからSUPER JUNIOR ウニョクまで「知ってるお兄さん」で特別なダンスパフォーマンス披露”. Kstyle. 2021年9月15日閲覧。
110. ↑  “SHINee テミン「アイドルルーム」で「WANT」ステージを初公開…防弾＆TWICEのカバーダンスも”. Kstyle. 2021年9月15日閲覧。
111. ↑  “SHINee テミン、活動に対する本音？「どこに行ってもダンスの話…歌に対する欲もある」”. Kstyle. 2021年9月15日閲覧。
112. ↑  “SHINee テミン＆カン・ホドンら「みんなのキッチン」で春の陽気感じる料理を披露”. Kstyle. 2021年9月15日閲覧。
113. ↑  “SHINee テミン、アイドルのお手本？徹底的な自己管理の哲学「自分に厳しいけど…」”. Kstyle. 2021年9月15日閲覧。
114. ↑  “SHINee テミン「しゃべくり007」に初登場…堀内健と即興ダンスに挑戦！？お茶目な日本語＆肉体美にメンバー胸キュン”. Kstyle. 2021年9月15日閲覧。
115. ↑  “SHINee テミン、親友VIXX ラビからの当日オファーを快諾！？「1泊2日」にサプライズ出演…2人の友情が話題に（動画あり）”. Kstyle. 2021年9月15日閲覧。
116. ↑  “'구해줘! 홈즈' 태민X라비, '찐친'들의 하드캐리로 덕팀 승리”.   한국경제. 2020年9月23日閲覧。
117. ↑  “SHINee テミン、専門家も絶賛！愛犬の健康の秘訣が話題「毎日スケトウダラを食べさせている」”. Kstyle. 2021年9月15日閲覧。
118. ↑  “SHINee キー＆テミン、欠点のない美肌に視線釘付け…番組収録のツーショットを公開”. Kstyle. 2021年9月15日閲覧。
119. ↑  “SHINee テミン「コメディビッグリーグ」に特別出演！入隊を控え圧倒的なパフォーマンスを披露”. Kstyle. 2021年9月15日閲覧。
120. ↑  “SHINee テミン「私は一人で暮らす」で自宅を初公開…キーと思い出を振り返る”. Kstyle. 2021年9月15日閲覧。
121. ↑  “EXOのカイ「親友SHINee テミンが先にデビューし僕一人残されて…」”.   kstyle. 2018年2月27日閲覧。
122. ↑  “the TAEMIN : Xtra cam”.   NAVER V LIVE+. 2018年2月27日閲覧。
123. ↑  “SHINee テミン、初の単独リアリティ番組「レアテム」9月3日に放送スタート！”. Kstyle. 2021年9月15日閲覧。
124. ↑  “SHINee テミン＆ジョンヒョンの厚い友情…ラジオ局での写真を公開”. Kstyle. 2021年9月14日閲覧。
125. ↑  “SHINee テミン、体重を初公開“少し痩せてしまった…あと3kg増やす予定””. Kstyle. 2021年9月14日閲覧。
126. ↑  “SHINee テミン、ラジオ放送中に母親から愛のメッセージ「母は少女のような人…お姉さんみたい」”. Kstyle. 2021年9月14日閲覧。
127. ↑  “SHINee テミン「朝からお肉＆夜食を食べても太らない」誰もがうらやむ体質の持ち主”. Kstyle. 2021年9月14日閲覧。
128. ↑  “SHINee テミン“女性よりキレイ”という褒め言葉に…”. Kstyle. 2021年9月14日閲覧。
129. ↑  “SHINee テミン「女性のせいで泣いたことはない」”. Kstyle. 2021年9月14日閲覧。
130. ↑  “SHINee テミン「オールナイトニッポンR」のパーソナリティーに！8/6放送”. Kstyle. 2021年9月14日閲覧。
131. ↑  “SHINee テミン、ラジオ番組で率直トークを披露「流行語の意味が分からない…」”. Kstyle. 2021年9月14日閲覧。
132. ↑  “SHINee テミン「『The Unit』の指導者、プレッシャーだが良いアドバイスがしたい」”. Kstyle. 2021年9月14日閲覧。
133. ↑  “SHINee テミン、来年デビュー10周年「大きなパーティーをすると思う」”. Kstyle. 2021年9月14日閲覧。
134. ↑  “SHINee テミン、人気アイドルならではの悩みとは？…「家族と年末を過ごせない」”. Kstyle. 2021年9月14日閲覧。
135. ↑  “SHINee テミン、Highlight ソン・ドンウンに続き本日放送の「ミュージックバンク」スペシャルMCに決定”. Kstyle. 2021年9月15日閲覧。
136. ↑  “SHINeeテミンら、韓国ミュージカル『宮』に意気込み”.   チケットぴあ. 2018年2月27日閲覧。
137. ↑  “SHINee テミン、MOSCHINOとの限定ショップが伊勢丹新宿にオープン…日本だけの限定アイテムも”.   kstyle. 2018年2月19日閲覧。
138. ↑  “NYLON9月号 テミン”.   WEGO. 2018年2月20日閲覧。
139. ↑  “SHINee テミン、スポーツブランドのグローバルキャンペーン広報モデルに抜擢（動画あり）”. Kstyle. 2021年9月14日閲覧。
140. ↑  “SHINee テミン、初のソロコンサートが全席完売…追加公演が決定”. Kstyle. 2023年2月18日閲覧。
141. ↑  “SHINee テミン、ソウル1stソロコンサートを成功裏に終了…個性溢れるステージにファン大熱狂”. Kstyle. 2023年2月18日閲覧。
142. ↑  “SHINee テミン、ソウルでのソロコンサート完結版を10月に開催…規模拡大＆多彩なステージに期待”. Kstyle. 2023年2月18日閲覧。
143. ↑  “SHINee テミン、日本ソロコンサートがスタート！華やかなステージに1万5千人のファンが熱狂”. Kstyle. 2023年2月18日閲覧。
144. ↑  “SHINee テミン、ソロ初の日本全国ツアーが遂にスタート！新曲「ECLIPSE」など7曲を初披露＆追加公演も発表”. Kstyle. 2023年2月18日閲覧。
145. ↑  “TAEMIN Japan 1st TOUR ～SIRIUS～スペシャルサイト”. taemin.shinee.jp. 2023年2月18日閲覧。
146. ↑  “SHINee テミン、初の全国ソロツアーBlu-ray＆DVD完成記念！プレミアム先行試写会の開催が決定”. Kstyle. 2023年2月18日閲覧。
147. ↑  “SHINee テミン、涙と奇跡の初全国ソロツアー映像作品のジャケット写真公開！予約購入特典ビジュアルも解禁”. Kstyle. 2023年2月18日閲覧。
148. ↑  “SHINee テミン、3/13（水）発売の初ソロツアーBlu-ray＆DVDのドキュメンタリーダイジェスト映像を公開”. Kstyle. 2023年2月18日閲覧。
149. ↑  “SHINee テミン、初全国ソロツアーライブダイジェスト映像公開！…プレミアム試写会では本人サプライズコメントが上映されファン歓喜”. Kstyle. 2023年2月18日閲覧。
150. ↑  “SHINee テミン、衝撃と感動の初ソロツアー映像作品がオリコン初登場2位にランクイン！”. Kstyle. 2023年2月18日閲覧。
151. ↑  “SHINee テミン、初の全国ソロツアー・ホール公演が大盛況…「辛くて大変な時、メンバーやファンが僕の光」”. Kstyle. 2023年2月18日閲覧。
152. ↑  “SHINee テミン「“今”の自分が一番込められていると思う」日本で初のソロ・アルバム『TAEMIN』リリース”. Kstyle. 2023年2月18日閲覧。
153. ↑  “SHINee テミン、芸術的なステージが再び！涙と奇跡の初全国ソロツアーのBlu-ray＆DVDが3/13発売決定”. Kstyle. 2023年2月18日閲覧。
154. ↑  “SHINee テミン、3/13発売“初全国ソロツアー”DVD＆Blu-rayの予約購入特典を発表！”. Kstyle. 2023年2月18日閲覧。
155. ↑  “【REPORT】SHINee テミン、初の日本全国ソロツアーがついにファイナル「皆さんのおかげで夢が叶った」”. Kstyle. 2023年2月18日閲覧。
156. ↑  “SHINee テミン、約1年5ヶ月ぶりのソロコンサート「T1001101」開催決定！成熟したパフォーマンスに期待”. Kstyle. 2023年2月18日閲覧。
157. ↑  “SHINee テミン、2nd単独コンサート「T1001101」が今週開催…過去最大級のステージに高まる期待”. Kstyle. 2023年2月18日閲覧。
158. ↑  “SHINee テミン、ソロコンサート「T1001101」を盛況裏に終了…1万5千人が熱狂”. Kstyle. 2023年2月18日閲覧。
159. ↑  “SHINee テミン、ソロアーティストとして初の全国アリーナツアーが決定！”. Kstyle. 2023年2月18日閲覧。
160. ↑  “【REPORT】SHINee テミン、初のソロアリーナツアー「TAEMIN ARENA TOUR 2019 ～X™～」が開幕！圧倒的なパフォーマンスで観客を魅了”. Kstyle. 2023年2月18日閲覧。
161. ↑  “SHINee テミン、初の全国アリーナツアーのタイトル「TAEMIN ARENA TOUR 2019 ～X™～」に決定！”. Kstyle. 2023年2月18日閲覧。
162. ↑  “SHINee テミン、自身初のソロアリーナツアー「TAEMIN ARENA TOUR 2019～X™～」映像作品が11月27日に発売決定！”. Kstyle. 2023年2月18日閲覧。
163. ↑  “SHINee テミン、自身初となるソロアリーナツアーDVDのジャケットビジュアル公開…ショップ別の予約特典も決定”. Kstyle. 2023年2月18日閲覧。
164. ↑  “SHINee テミン、自身初のソロアリーナツアーBlu-ray＆DVD収録の「一人の青年としてのテミンの素顔」を表現したスペシャル映像公開！”. Kstyle. 2023年2月18日閲覧。
165. ↑  “SHINee テミン、ソロアリーナツアーBlu-ray＆DVDのファンクラブ限定盤にのみ収録されるスペシャル映像のダイジェスト公開”. Kstyle. 2023年2月18日閲覧。
166. ↑  “SHINee テミン、ソロアリーナツアーBlu-ray＆DVDの初回限定盤にのみ収録されるMCダイジェスト映像公開…流暢な日本語に注目”. Kstyle. 2023年2月18日閲覧。
167. ↑  “【PHOTO】SHINee テミン、コンサートのため日本へ出国…颯爽と空港に登場（動画あり）”. Kstyle. 2023年2月18日閲覧。
168. ↑  “【PHOTO】SHINee テミン、日本でのコンサートを終えて帰国…個性溢れる空港ファッション（動画あり）”. Kstyle. 2023年2月18日閲覧。
169. ↑  “SHINee テミン、ソロアリーナツアーBlu-ray＆DVDのライブダイジェスト映像を公開”. Kstyle. 2023年2月18日閲覧。
170. ↑  “SHINee テミン、ソロアリーナツアーBlu-ray＆DVD発売記念イベント＆年末ソロライブへの招待企画が決定！”. Kstyle. 2023年2月18日閲覧。
171. ↑  “SHINee テミン、ソロアリーナツアーBlu-ray＆DVDが本日発売！11月30日（土）より2夜連続でYouTubeプレミア公開決定”. Kstyle. 2023年2月18日閲覧。
172. ↑  “SHINee テミン、初のソロアリーナツアー「TAEMIN ARENA TOUR 2019 ～X™～」待望の追加公演決定！”. Kstyle. 2023年2月18日閲覧。
173. ↑  “【REPORT】SHINee テミン、15万人動員のソロ初の全国アリーナツアーが大盛況…ファイナル公演で10,000人から感動のサプライズ！”. Kstyle. 2023年2月18日閲覧。
174. ↑  “SHINee テミン、年末に日本でコンサート開催決定！電撃発表にファン歓喜”. Kstyle. 2023年2月18日閲覧。
175. ↑  “SHINee テミン、妖艶なダンスで日本ファンを魅了！「TAEMIN 2ND CONCERT [T1001101 in JAPAN」ついに開幕]”. Kstyle. 2023年2月18日閲覧。
176. ↑  “SHINee テミン、初となるカウントダウンライブの模様をAbemaTVにて独占生中継！抜群のパフォーマンスに期待”. Kstyle. 2023年2月18日閲覧。
177. ↑  “SHINee テミン、入隊を控えソロコンサートを開催…13年間のアイドル人生を振り返る”. Kstyle. 2024年4月17日閲覧。
178. ↑  “SHINee テミン、韓国ソロコンサートで見せた変化と成長！圧巻のパフォーマンスでファンを魅了”. Kstyle. 2024年4月17日閲覧。
179. ↑  “【REPORT】SHINee テミン、日本武道館3daysが大盛況…色気あふれるステージで魅了「これからも大切な思い出を作りたい」”. Kstyle. 2024年4月17日閲覧。
180. ↑  “【PHOTO】SHINee テミンの輝く金髪”. Kstyle. 2023年2月18日閲覧。
181. ↑  “【PHOTO】SHINeeのテミン“ピュアなスマイル””. Kstyle. 2023年2月18日閲覧。
182. ↑  “SHINee ジョンヒョン＆テミン“ガールズグループに負けない美肌””. Kstyle. 2023年2月18日閲覧。
183. ↑  “SHINee テミン“女心を揺さぶる視線””. Kstyle. 2023年2月18日閲覧。
184. ↑  “【PHOTO】SHINee「10 Corso Como Seoul」5周年イベントに参加“カラフルなチェックファッション””. Kstyle. 2023年2月18日閲覧。
185. ↑  “【PHOTO】SHINee ジョンヒョン＆テミン「TOMMY HILFIGER」イベントに参加“爽やかなガッツポーズ””. Kstyle. 2023年2月18日閲覧。
186. ↑  “【PHOTO】SHINee テミン「James Jeans」ショーケースに出席“女心くすぐるルックス””. Kstyle. 2023年2月18日閲覧。
187. ↑  “【PHOTO】SHINee ジョンヒョン＆テミン「スノーピアサー」ワールドプレミアに出席“本当に楽しみです””. Kstyle. 2023年2月18日閲覧。
188. ↑  “【PHOTO】SHINee テミンから2PM ウヨンまで「SBS歌謡大祭典」記者会見に出席“ご期待下さい””. Kstyle. 2023年2月18日閲覧。
189. ↑  “【PHOTO】SHINee ミンホ＆テミン、アクセサリーブランドの展示イベントに出席“癒し系の優しい笑顔 ””. Kstyle. 2023年2月18日閲覧。
190. ↑  “【PHOTO】SHINee テミン＆キー＆ジョンヒョン「SHOW CHAMPION」100回特集イベントに出席“SHINeeの代表で来ました””. Kstyle. 2023年2月18日閲覧。
191. ↑  “【PHOTO】SHINee テミン「泣く男」VIP試写会に出席“フェドラハットがポイント””. Kstyle. 2023年2月18日閲覧。
192. ↑  “【PHOTO】SHINee テミン＆ジョンヒョン「SMTOWN THE STAGE」イベントに出席“柔らかい眼差し””. Kstyle. 2023年2月18日閲覧。
193. ↑  “【PHOTO】少女時代 ティファニーからSHINee テミンまで「PHILIP PLEIN」オープンイベントに出席”. Kstyle. 2023年2月18日閲覧。
194. ↑  “【PHOTO】SHINee テミン＆VIXX エンら、ブランド開店記念イベントに出席”. Kstyle. 2023年2月18日閲覧。
195. ↑  “【PHOTO】SUPER JUNIOR シウォン、少女時代 ユリ、SHINee テミン、ミンホ…ファッションブランドのオープンイベントに登場”. Kstyle. 2023年2月18日閲覧。
196. ↑  “【PHOTO】SHINee テミン、1stソロアルバムのショーケース開催“ミンホがMCとして登場””. Kstyle. 2023年2月18日閲覧。
197. ↑  “【PHOTO】SHINee テミン「2016 SIA」ピンクカーペットに登場“今夜はシックに””. Kstyle. 2023年2月18日閲覧。
198. ↑  “SHINee ジョンヒョンのショーケースにミンホ＆キー＆テミンが登場…MCとゲストとしてサポート”. Kstyle. 2023年2月18日閲覧。
199. ↑  “「a-nation stadium fes.」にSHINee テミン、Da-iCE、lol、和楽器バンドの追加出演が決定！”. Kstyle. 2023年2月18日閲覧。
200. ↑  “【PHOTO】SHINee テミンからTWICE モモまで「HIT THE STAGE」制作発表会に出席”. Kstyle. 2023年2月18日閲覧。
201. ↑  “【PHOTO】SHINee テミン、1stソロコンサートの記者会見に出席“爽やかな笑顔””. Kstyle. 2023年2月18日閲覧。
202. ↑  “SHINee テミン、父親になったRAINを祝う「目はキム・テヒさんに似ていてほしい」”. Kstyle. 2023年2月18日閲覧。
203. ↑  “【PHOTO】SHINee テミン＆SUPER JUNIOR ウニョク＆Highlight イ・ギグァン「WHYNOT ザ・ダンサー」制作発表会に出席”. Kstyle. 2023年2月18日閲覧。
204. ↑  “【PHOTO】SHINee テミン、スポーツブランド「Reebok Classic」のイベントに出席…爽やかな笑顔で登場”. Kstyle. 2023年2月18日閲覧。
205. ↑  “SHINee テミン、1stソロ写真集「PORTRAIT」発売記念パネル展が渋谷TSUTAYAにて開催決定！”. Kstyle. 2023年2月18日閲覧。
206. ↑  “【PHOTO】SHINee テミン＆EXO セフン＆EXID ソルジら「ソウルファッションウィーク」に出席”. Kstyle. 2023年2月18日閲覧。
207. ↑  “SHINee テミン、ソロ写真集「PORTRAIT」サイン会が4月17日（水）に開催決定！未公開カットも解禁”. Kstyle. 2023年2月18日閲覧。
208. ↑  “SHINee テミン、ソロ写真集「PORTRAIT」発売記念サイン会を開催“沖縄のアグー豚にハマって…”（動画あり）”. Kstyle. 2023年2月18日閲覧。
209. ↑  “SHINee テミン、タワーレコードとのコラボキャンペーンが決定…パネル展の実施＆抽選でプレゼントも”. Kstyle. 2023年2月18日閲覧。
210. ↑  “SHINee テミン、日本で初となる写真集「PORTRAIT」が3月27日発売決定！沖縄で撮影“今の僕のありのまま””. Kstyle. 2021年9月15日閲覧。
211. ↑  “少女時代 ユナにSHINee テミン…SM所属アーティストのグラビアを公開”. Kstyle. 2021年9月14日閲覧。
212. ↑  “SHINee テミン、少年と大人の男の狭間で見せる“多彩な魅力””. Kstyle. 2021年9月14日閲覧。
213. ↑  “SHINee テミン、可愛い末っ子から男性の姿へ…魅力溢れるグラビアを公開”. Kstyle. 2021年9月14日閲覧。
214. ↑  “SHINee テミン、どんな色も完璧に着こなす“これが僕のスーツスタイル””. Kstyle. 2021年9月14日閲覧。
215. ↑  “SHINee テミン「今が僕の人生のピーク」ソロアルバムへの想いを告白”. Kstyle. 2021年9月14日閲覧。
216. ↑  “SHINee テミン＆Red Velvet、パンクスタイルを披露…ユニークなファッショングラビア公開”. Kstyle. 2021年9月14日閲覧。
217. ↑  “SHINee テミン、バリ島で撮ったグラビアが公開“彫刻のようなルックス””. Kstyle. 2021年9月14日閲覧。
218. ↑  “f(x) クリスタル＆SHINee テミン＆EXO カイ、圧倒的な夢幻美…「W KOREA」グラビア公開”. Kstyle. 2021年9月14日閲覧。
219. ↑  “SMイケメン4人組！？EXO＆SHINee＆SUPER JUNIORメンバーのグラビアが話題”. Kstyle. 2021年9月14日閲覧。
220. ↑  “SHINee テミン、末っ子が男になって帰ってきた…男性的な雰囲気のグラビア公開”. Kstyle. 2021年9月14日閲覧。
221. ↑  “SHINee テミン、コラボレーションしたいアーティストは？”. Kstyle. 2021年9月14日閲覧。
222. ↑  “SHINee テミン、大胆なドレッドヘアに変身したグラビアを公開“強烈な雰囲気””. Kstyle. 2021年9月14日閲覧。
223. ↑  “SHINee テミン、香港の有名男性誌の表紙を飾る…女心を鷲掴みにするファッションスタイル”. Kstyle. 2021年9月27日閲覧。
224. ↑  ““さすが”少女時代 テヨン＆SHINee テミン、それぞれが圧倒的なオーラ…グラビアが話題”. Kstyle. 2021年9月14日閲覧。
225. ↑  “SHINee テミン、ベトナムのリゾート地で余裕あふれるグラビア…日本単独コンサートも予告”. Kstyle. 2021年9月15日閲覧。
226. ↑  “SHINee テミン、幻想的＆セクシーなグラビア公開…一段と成長した姿”. Kstyle. 2021年9月15日閲覧。
227. ↑  “SHINee テミン、色気溢れるグラビアを公開…モノクロでも眩しいビジュアル”. Kstyle. 2021年9月15日閲覧。
228. ↑  “SHINee テミン、雑誌「AERA」の表紙にソロとしては初登場！2年ぶりに蜷川実花とコラボ”. Kstyle. 2021年9月15日閲覧。
229. ↑  “SHINee テミン「anan」表紙に登場…ファン悶絶！？超セクシーな魅力に迫る”. Kstyle. 2023年2月18日閲覧。
230. ↑  “SHINee テミン、大人な雰囲気あふれるグラビアを公開「人々を幸せにしてあげたい」”. Kstyle. 2021年9月15日閲覧。
231. ↑  “SHINee テミン、セクシーなグラビアを公開…ソロ活動への想いも「ニューアルバムがターニングポイントになってほしい」”. Kstyle. 2021年9月15日閲覧。
232. ↑  “SHINee テミン、どんなファッションも完璧な着こなし…クールな表情のグラビアを公開”. Kstyle. 2023年2月18日閲覧。
233. ↑  “SHINee テミン、2年6ヶ月ぶりに4人でカムバック「とても嬉しくワクワクしている」”. Kstyle. 2021年9月15日閲覧。
234. ↑  “SHINee テミン、幻想的なソログラビアを公開「アーティストは人々によい影響を与える存在」”. Kstyle. 2021年9月15日閲覧。
235. ↑  “SHINee テミン＆A Pink ソン・ナウン「私たち結婚しました」降板か？関係者側“確認中””.   livedoornews. 2018年2月23日閲覧。
236. ↑  “궤도 MEN OF THE YEAR – 태민”.   GQKOREA. 2018年2月19日閲覧。
237. ↑  “「第29回ゴールデンディスクアワード」人気投票終了、各部門の1位は？”.   kpopstarz. 2018年2月19日閲覧。
238. ↑  “SHINee テミン「第24回ソウル歌謡大賞」でハイワン人気賞を受賞“イ・スマン会長＆SHINeeに感謝する””. Kstyle. 2021年9月14日閲覧。
239. ↑  “「2016 MAMA」防弾少年団＆TWICE＆EXO、大賞を受賞(総合)”.   kstyle. 2018年2月23日閲覧。
240. ↑  “SHINee テミン「第31回ゴールデンディスクアワード」アルバム部門で本賞受賞“ミンホが代理で受賞””.   kstyle. 2018年2月23日閲覧。
241. ↑  “「2017 MAMA」今年のアーティストは 防弾少年団…驚異の2年連続受賞！“ファンの皆さんがいたから””.   kstyle. 2018年2月23日閲覧。
242. ↑  “SHINee テミンの想いを代読…SUPER JUNIOR イトゥク「ソウル歌謡大賞」で人気賞を代理受賞”. Kstyle. 2021年9月14日閲覧。
243. ↑  “【PHOTO】SEVENTEEN＆SHINee テミン＆MONSTA Xら「2020 MAMA」でステージ披露”. Kstyle. 2021年9月15日閲覧。
244. ↑  “SHINee テミン、模範納税者に選定…江南税務署長が表彰状を授与”. Kstyle. 2021年9月15日閲覧。
245. ↑  “G-DRAGON＆チョン・ヒョンドン「MBC放送芸能大賞」ベストカップル賞の候補に！「私たち結婚しました」カップルたちと対決”. Kstyle. 2021年9月14日閲覧。
246. ↑  “【PHOTO】SHINee テミンが「2020 MAMA」レッドカーペットに登場！”. Kstyle. 2021年9月15日閲覧。
247. ↑  “SHINee テミン「ミュージックバンク」でソロデビュー後初の1位獲得“まだまだ足りない所が一杯…ありがとう””. Kstyle. 2021年9月14日閲覧。
248. ↑  “SHINee テミン「ミュージックバンク」に続いて「音楽中心」でも1位獲得！”. Kstyle. 2021年9月14日閲覧。
249. ↑  “SHINee テミン、カムバックと同時に「THE SHOW」で1位に！”. Kstyle. 2021年9月14日閲覧。
250. ↑  “【PHOTO】SHINee テミン、3/2放送「SHOW CHAMPION」で1位を獲得“人気を証明””. Kstyle. 2021年9月14日閲覧。
251. ↑  “SHINee テミン「M COUNTDOWN」で1位に！ケーブル音楽番組で3つめのトロフィーを獲得”. Kstyle. 2021年9月14日閲覧。
252. ↑  “SHINee テミン「ミュージックバンク」でも1位獲得…“もう4冠””. Kstyle. 2021年9月14日閲覧。
253. ↑  “【PHOTO】SHINee テミン、2/20放送「SHOW CHAMPION」で1位を獲得…満面の笑みで喜び”. Kstyle. 2021年9月15日閲覧。
254. ↑  “SHINee テミン「ミュージックバンク」で1位を獲得…Wanna One出身ユン・ジソンがソロデビュー！”. Kstyle. 2021年9月15日閲覧。
255. ↑  “SHINee テミン、番組に出演することなく「人気歌謡」で1位を獲得…aespaらがデビューステージを披露”. Kstyle. 2021年9月15日閲覧。